# Solothurn
Solothurn (im örtlichen schweizerdeutschen Dialekt Soledurn [ˈsɔlədʊːrn] oder [ˈsɔːlədʊːrn], französisch Soleure, italienisch Soletta, rätoromanisch Soloturnⓘ, lateinisch Salodurum) ist eine Einwohnergemeinde und der Hauptort des Kantons Solothurn in der Schweiz. Die Stadt mit ihren knapp 17'000 Einwohnern (Stand: 31. Dezember 2024) bildet einen Bezirk für sich. Der Kantonshauptort Solothurn ist zudem ein Zentrum einer Region mit rund 79'000 Einwohnern.
Da der Gesandte Frankreichs bei der Alten Eidgenossenschaft seinen Sitz in Solothurn hatte (zwischen dem 16. und 18. Jahrhundert), wird die Stadt auch als «Ambassadorenstadt» bezeichnet, und aufgrund ihres Schutzpatrons ist sie überdies unter dem Namen «Sankt-Ursen-Stadt» bekannt. Die Altstadt wurde in ihrem heutigen Zustand zum grössten Teil zwischen den Jahren 1520 und 1790 errichtet und weist dementsprechend eine Mischung verschiedener Architekturstile und Formensprachen auf, vor allem aber Bauten des Barocks, weshalb Solothurn zuweilen auch als «schönste Barockstadt der Schweiz» bezeichnet wird.

## Geographie

Luftbild (1947)

Solothurn liegt auf 430 m ü. M. am Jurasüdfuss. Die Stadt wird durch die Aare in einen nördlichen und südlichen Bereich geteilt. Zu den kleineren Bächen zählen der Brunngraben, der Brühlgraben, der Obach, der Dürrbach sowie der St. Katharinenbach (von Westen nach Osten).
Nordöstlich des Gemeindegebiets mündet die Emme bei Emmenspitz in die Aare.
Topographisch gesehen liegt die Solothurner Altstadt auf einer Endmoräne des Rhonegletschers aus der Würm-Kaltzeit, welche nach dem Abschmelzen des Gletschers bei Wangen an der Aare den Solothurnersee aufgestaut haben soll. Richtung Norden und auf der anderen Seite der Aare Richtung Süden erhöht sich das Gemeindegebiet auf 470 bzw. 450 m ü. M. Die Gemeindefläche ist 629 ha gross, davon entfielen 1994 66 % auf Siedlungen, 25 % auf Landwirtschaft und knapp 9 % auf Wald, Gehölze und unproduktives Land.
Etwa fünf Kilometer nördlich auf 1284 m ü. M. liegt der Solothurner Hausberg Weissenstein, worauf bis 2009 vom Bahnhof Oberdorf aus die Sesselbahn Oberdorf–Weissenstein führte, die seit Dezember 2014 durch eine Gondelbahn ersetzt ist.
Die nächstgelegenen Grossstädte des Landes sind Bern (41 km), Basel (75 km) und Zürich (93 km).

### Angrenzende Gemeinden
Nachbargemeinden von Solothurn sind im Westen Bellach, im Norden Langendorf und Rüttenen, im Osten Feldbrunnen-St. Niklaus und im Süden Zuchwil sowie Biberist. Das Siedlungsgebiet von Solothurn ist heute fast lückenlos mit der Bebauung von Bellach, Langendorf, St. Niklaus und Zuchwil zusammengewachsen.

### Klima
Klimatisch steht Solothurn unter kontinentaleuropäischem Einfluss, wobei die parallele Konstellation Aare – Jurakette überdurchschnittlich viele Nebellagen zur Folge hat.
|                        | Jan  | Feb  | Mär  | Apr  | Mai  | Jun  | Jul  | Aug  | Sep  | Okt  | Nov  | Dez  |   |       |
| Mittl. Temperatur (°C) | 0,0  | 0,7  | 4,7  | 8,4  | 13,1 | 16,4 | 18,5 | 17,8 | 13,8 | 9,5  | 4,0  | 1,1  | ⌀ | 9     |
| Mittl. Tagesmax. (°C)  | 2,7  | 4,7  | 10,0 | 14,3 | 19,1 | 22,4 | 24,9 | 24,2 | 19,7 | 14,1 | 7,2  | 3,5  | ⌀ | 13,9  |
| Mittl. Tagesmin. (°C)  | −2,7 | −2,8 | 0,2  | 3,1  | 7,7  | 11,0 | 13,0 | 12,7 | 9,5  | 6,1  | 1,3  | −1,2 | ⌀ | 4,9   |
|                        |      |      |      |      |      |      |      |      |      |      |      |      |   |       |
| Niederschlag (mm)      | 81   | 73   | 81   | 76   | 106  | 106  | 110  | 119  | 102  | 96   | 82   | 97   | Σ | 1129  |
|                        |      |      |      |      |      |      |      |      |      |      |      |      |   |       |
| Sonnenstunden (h/d)    | 1,3  | 2,8  | 4,4  | 5,7  | 6,4  | 7,2  | 7,9  | 7,2  | 5,3  | 3,1  | 1,7  | 1,4  | ⌀ | 4,5   |
|                        |      |      |      |      |      |      |      |      |      |      |      |      |   |       |
| Regentage (d)          | 10,4 | 9,3  | 10,8 | 10,3 | 12,1 | 11,1 | 10,9 | 11,1 | 9,4  | 10,3 | 10,4 | 11,0 | Σ | 127,1 |
|                        |      |      |      |      |      |      |      |      |      |      |      |      |   |       |
| Luftfeuchtigkeit (%)   | 85   | 82   | 77   | 73   | 74   | 73   | 73   | 77   | 82   | 86   | 87   | 86   | ⌀ | 79,6  |

| −2,7 |

| −2,8 |

| 0,2 |

| 3,1 |

| 7,7 |

| 11,0 |

| 13,0 |

| 12,7 |

| 9,5 |

| 6,1 |

| 1,3 |

| −1,2 |

| −2,7 |

| −2,8 |

| 0,2 |

| 3,1 |

| 7,7 |

| 11,0 |

| 13,0 |

| 12,7 |

| 9,5 |

| 6,1 |

| 1,3 |

| −1,2 |

## Geschichte

### Erste Besiedlung
Auf dem Gebiet der westlichen Altstadt wurde bei zwei Ausgrabungen 1962/63 und 1986 ein Siedlungsplatz aus der Mittelsteinzeit angeschnitten. Über längere Zeit bot der Moränenrücken am östlichen Ende der vom Rhonegletscher hinterlassenen Schwemmebene einer nomadisierenden Gemeinschaft einen geeigneten Rastplatz, der in der frühen Jungsteinzeit jedoch wieder aufgegeben wurde.
Funde aus der Bronzezeit und der vorrömischen Eisenzeit gibt es kaum. Insbesondere fehlen Funde aus der La-Tène-Zeit, ausgenommen sind hier einige Münzen der Häduer. Obwohl der Ortsname Solothurn, der auf einem Altarstein der Göttin Epona aus dem Jahr 219 n. Chr. erstmals als vicus Salodurum überliefert ist, eindeutig der keltischen Sprache entstammt (siehe folgenden Abschnitt), konnte bisher keine keltische Siedlung auf dem heutigen Stadtgebiet nachgewiesen werden.

### Römische Zeit

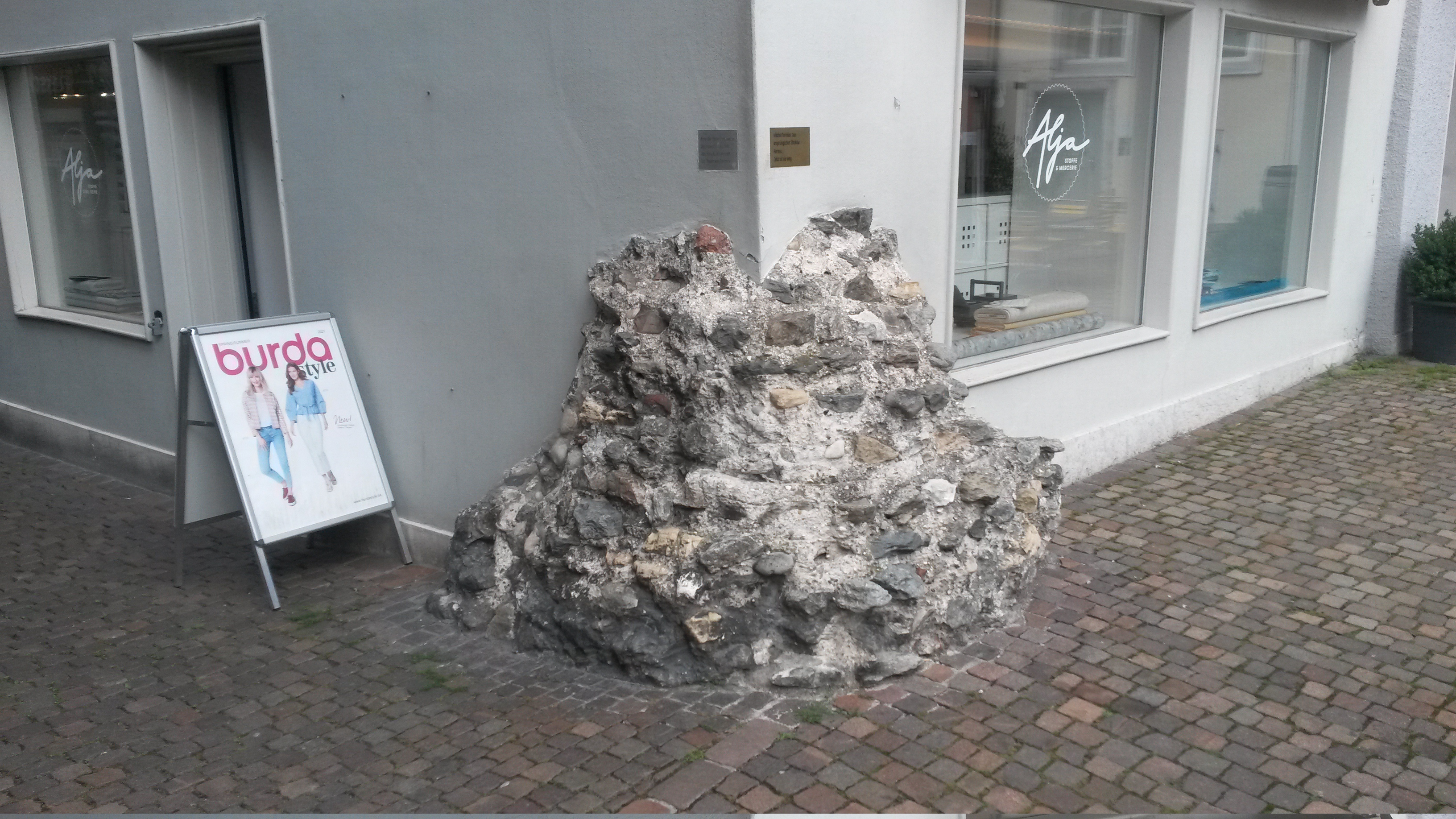
Konservierter Rest einer römischen Mauer an der Ecke Friedhofgasse/Friedhofplatz

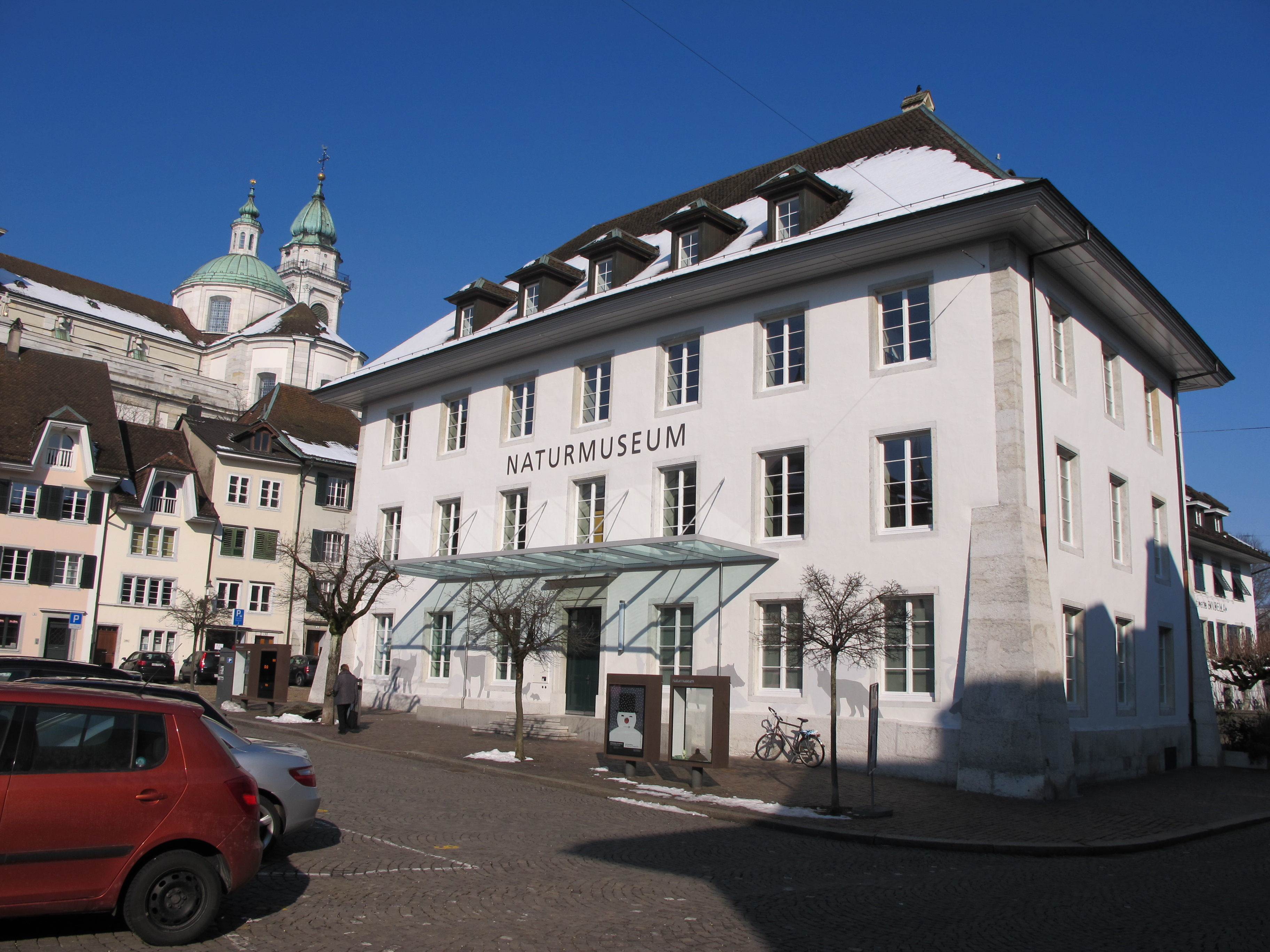
Naturmuseum Solothurn

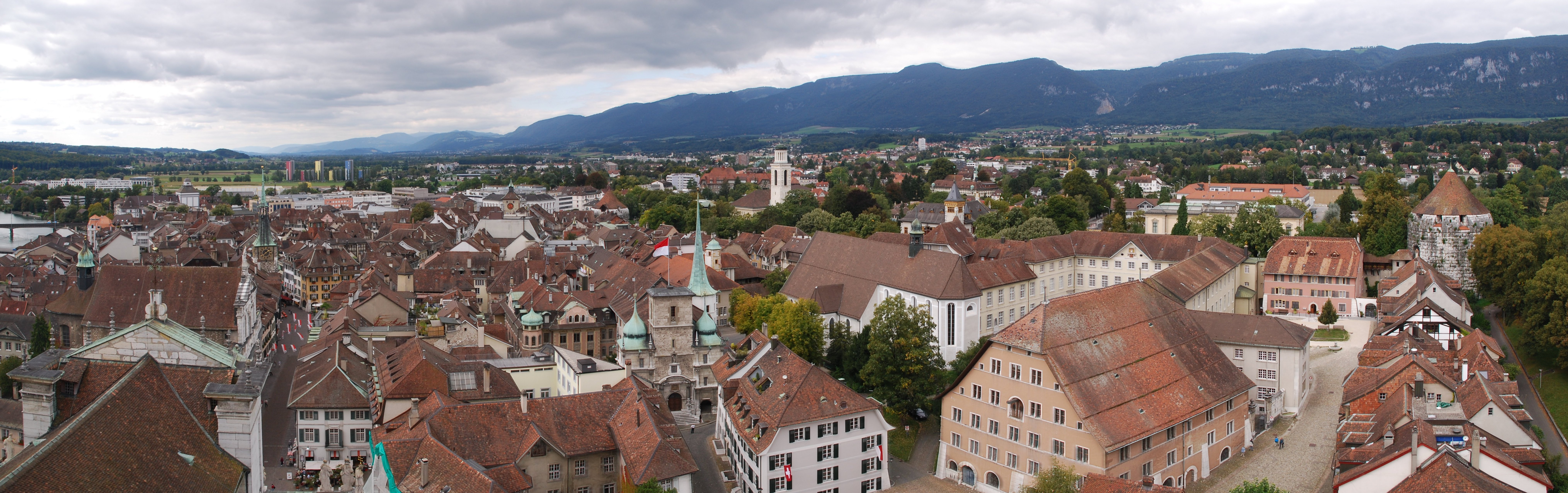
Panorama der Altstadt von Solothurn

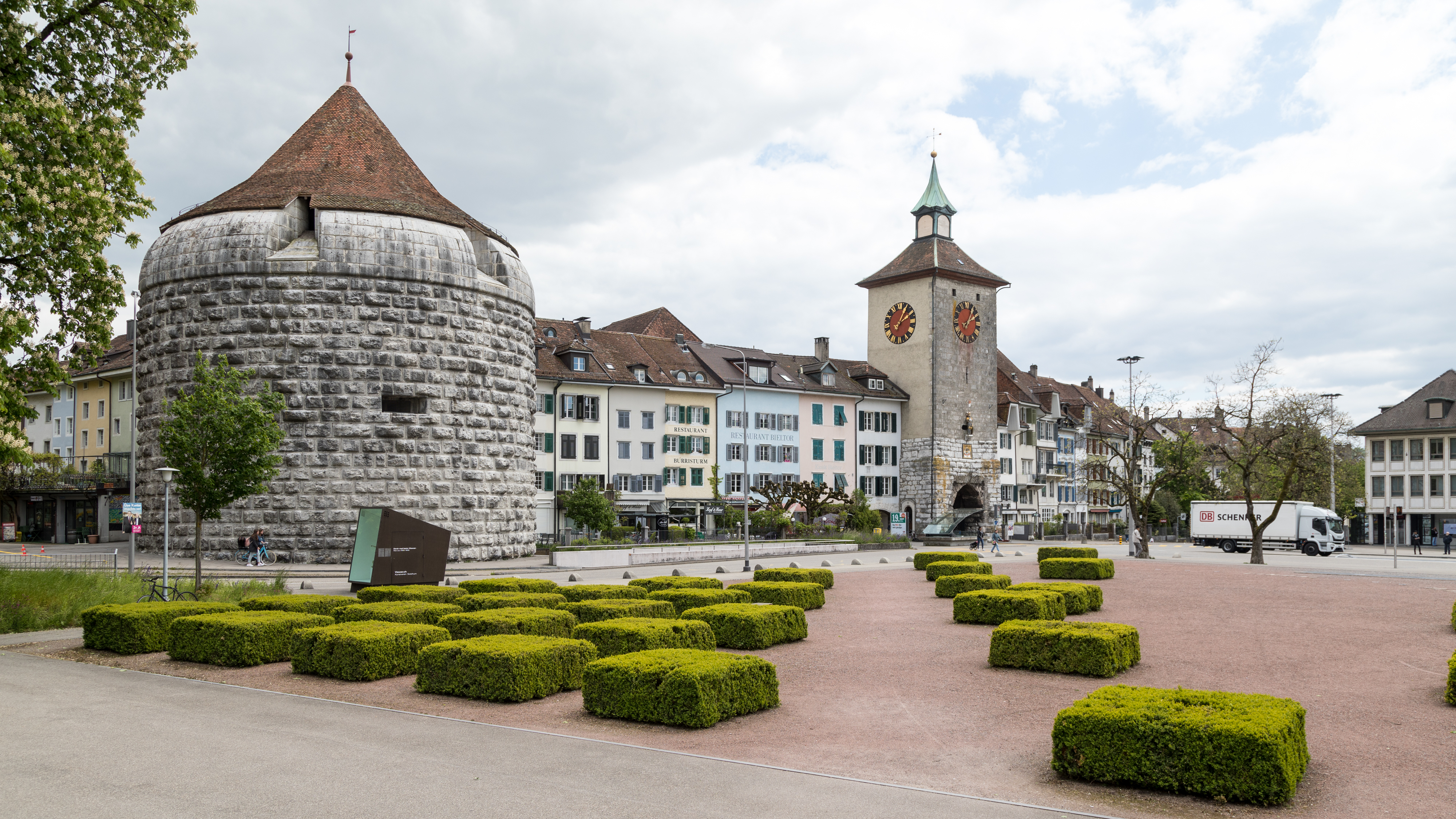
Amthausplatz mit Buristurm, Bieltor und Altstadthäusern

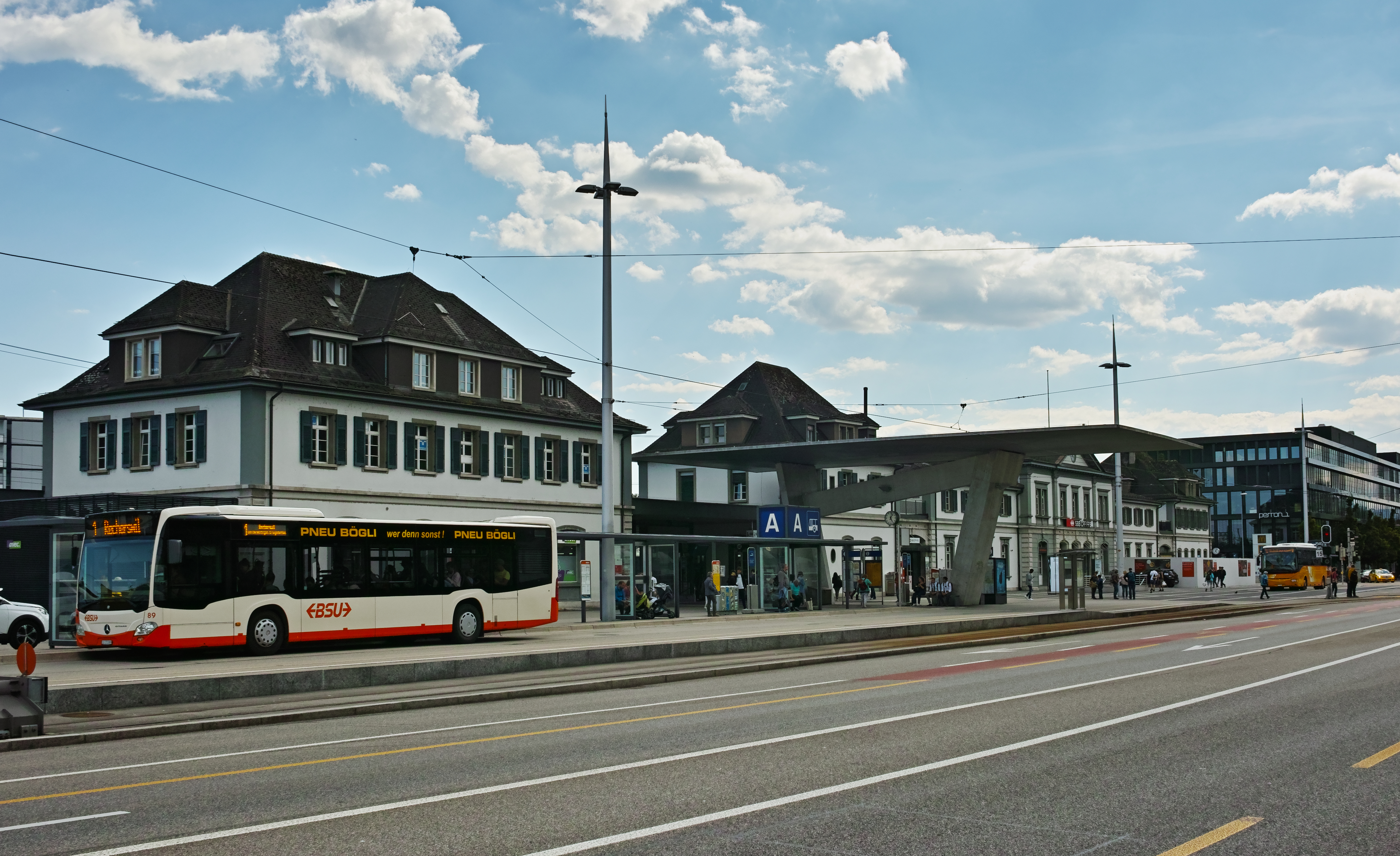
Bahnhof Solothurn

Der römische Vicus ist in der Herrschaftszeit des Tiberius – laut der aktuellen Forschung zwischen 15 und 25 n. Chr. – auf der grünen Wiese entstanden. Die Gründung der Siedlung dürfte mit dem Bau einer Brücke für die Strassenverbindung Aventicum–Vindonissa (Avenches–Windisch) und dem Bau einer einfachen Hafenanlage für die Schifffahrt auf der Aare in Zusammenhang stehen. Die festen Ufer beim Durchbruch der Aare durch die Endmoräne des Rhonegletschers eigneten sich bestens für die Anlage einer festen Brücke und der Strömungsschatten unmittelbar nach diesem Durchbruch für den Bau einer Anlegestelle für die Binnenschifffahrt. Gestützt wird diese Sicht auch von der aktuellen Interpretation des Siedlungsnamens: keltisch *Salódŭrōn, gebildet aus dem Bestimmungswort sal «Wasser, Welle, wogend» und dem Grundwort *dŭrōn «Tür, Tor, eingefriedeter Marktplatz», lässt sich mit «Wassertor» oder aber «Marktplatz am Wasser» übersetzen.
Die Ausdehnung des Vicus Salodurum kann wegen der schlechten archäologischen Quellenlage nur annähernd eingegrenzt werden. Siedlungsreste und Einzelfunde aus römischer Zeit konzentrieren sich nördlich der Aare beidseits der heutigen Hauptgasse, am Stalden und beim Friedhofplatz. Rund 30 Meter südlich der Hauptgasse, die in einem leichten Bogen vom Stalden zur St. Ursenkathedrale führt, konnte im Hof der Vigierhäuser eine Uferverbauung aus dem Jahr 58 n. Chr. nachgewiesen werden, gute 100 Meter vom heutigen Aareufer entfernt. Südlich davon finden sich keine römischen Siedlungsreste mehr. Offenbar folgt die heutige Hauptgasse, deren Vorläufer möglicherweise schon den Vicus erschloss, dem römischen Aareufer in gleichbleibendem Abstand. In der Vorstadt südlich der Aare konnten Siedlungsreste im Bereich des Oberen Winkels nachgewiesen werden. Verbunden waren die Teile des Vicus beidseits der Aare durch eine Brücke an der Stelle der heutigen Wengibrücke oder unmittelbar westlich davon. Im Gebiet um die St. Ursenkathedrale und im nördlichen Bereich des Klosterplatzes um die Peterskapelle befand sich der Friedhof des Vicus.
Dank einer beachtlichen Anzahl von erhaltenen oder dokumentierten Inschriftsteinen weiss man, dass der Vicus Salodurum von Ortsvorstehern («magistri») verwaltet wurde. Es gab ein mit dem Kaiserkult betrautes Sechsmännerkollegium, einen Jupiter- und einen Apollotempel sowie einen Kult um die Pferdegöttin Epona. Die Mehrzahl der heute noch erhaltenen Inschriftsteine wurde 1762 bei Abbrucharbeiten im Fundament der alten St. Ursenkathedrale gefunden. Sie sind heute im Steinmuseum (hinter der Jesuitenkirche) ausgestellt.
Über das Schicksal des Vicus in der Krisenzeit des späten 3. Jahrhunderts ist nichts Konkretes bekannt. Befunde in benachbarten Villen weisen auf wirtschaftliche Schwierigkeiten und einen Bevölkerungsrückgang hin. In der Regierungszeit von Kaiser Konstantin, wohl zwischen 328 und 337, wichen die Reste des Vicus einem Castrum. Die massive Umfassungsmauer mit einer Stärke von 2 bis 3 Metern umschloss eine Fläche von etwas mehr als 1,3 ha und damit nur noch einen Bruchteil des ehemaligen Vicus, dessen Reste die zahlreichen Spolien im Fundamentbereich der Castrumsmauer lieferten.
Während der Spätantike wurde im nördlichen Castrum (heute Friedhofplatz) die erste Kirche der Stadt, dem heiligen Stephanus geweiht, erbaut. Der Legende nach sollen um das Jahr 300 in Solothurn zwei christlich bekehrte römische Legionäre der Thebäischen Legion enthauptet worden sein: Ursus und Victor. Nach ihnen ist die heutige Kathedrale benannt. Die Gebeine Victors wurden im 5. Jahrhundert von der burgundischen Prinzessin Sedeleuba nach Genf überführt, während der Ursus-Kult in Solothurn weiterlebte.

### Karolinger und Zähringer

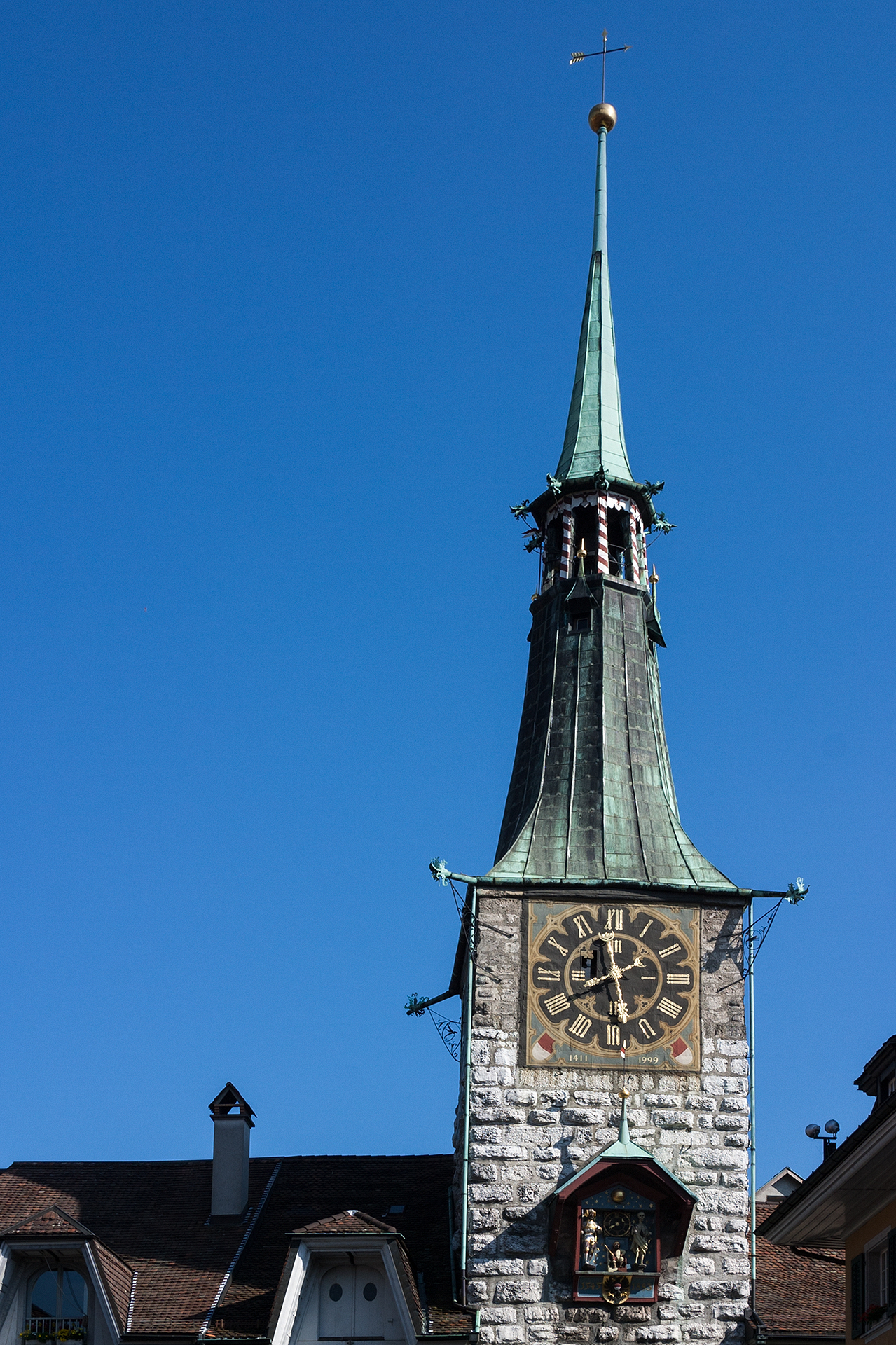
Der Zeitglockenturm (seltener Roter Turm genannt) ist das einzige Überbleibsel der mittelalterlichen Stadtburg; der Turm wurde während der Zähringerzeit etwa um 1150 errichtet

Während des 8. und 9. Jahrhunderts gehörte Solothurn zur Verwaltungsregion Waldgau des unter den Karolingern stehenden Fränkischen Reiches. Die ersten bekannten Solothurner Münzen wurden unter dem ostkarolingischen Herrscher Ludwig IV. (900–911) geprägt.
932 wurde durch die Burgunderkönigin Bertha das St. Ursenstift am Standort der heutigen St. Ursenkathedrale gegründet. Zuvor befand sich das Stift in der Nähe des von Hochwasser bedrohten Aareufers. In dieser Zeit könnte zudem die erste Stadterweiterung vom Castrum ostwärts bis zur Schaal- und Judengasse stattgefunden haben. Anschliessend folgte etwa auf dem Gebiet des heutigen Zeitglockenturmes die mittelalterliche Stadtburg, im Osten durch den Graben des Goldbaches natürlich geschützt.
Im 11. Jahrhundert, während der Herrschaft der letzten Burgunderkönige, fanden in Solothurn zahlreiche Reichstage statt, während die Stefanskapelle als Krönungsstätte diente. Neben Lausanne und Zürich war Solothurn die einzige grössere Stadt im Mittelland.
Durch den Tod des Grafen Rudolf von Rheinfelden 1080 hielten neue Adelsgeschlechter Einzug in das Land. Unter ihnen waren die Zähringer die wichtigsten. Sie gründeten nicht nur neue Städte, wie zum Beispiel die Nachbarstädte Bern und Freiburg, sondern erweiterten auch zahlreiche andere, unter ihnen Solothurn. 1127 erhielt Herzog Konrad von Zähringen eine Hinterlassenschaft im Westschweizer Mittelland. Damit rückte das Haus Zähringen zum führenden Geschlecht der Westschweiz auf. In Solothurn scheinen die Zähringer hierbei die Stadtverfassung diktiert zu haben, worin den ritterlichen Ministerialen eine führende Stellung eingeräumt wurde. Aber auch das ländliche Umland Solothurns gelangte unter zähringische Herrschaft, beispielsweise die Landgrafschaft Aarburgund, wo Grafen eingesetzt wurden. In der Landschaft südlich der Stadt dienten als zähringische Ministerialen etwa die Herren von Halten, von Balmegg, von Lohn und von Stein bei Aeschi.
Die nachhaltigsten Spuren in Solothurn hinterliessen die Zähringer aber in städtebaulicher Hinsicht. So ist der noch heute relativ gut erkennbare Grundriss der Altstadt (einschliesslich der Vorstadt) ein Ergebnis der zähringischen Stadterweiterung, die sie seinerzeit durch Errichtung einer neuen Befestigungsmauer markierten. Überreste dieser Mauer finden sich heute noch im Hinterhof des Prison-Hauses an der Prisongasse (heute Kantonales Amt für Gemeinden) und in Form von in etwas neueren Gebäuden eingelassenen Türmen an der Nordringstrasse (Ambassadorenhof und Franziskanerkloster, zudem beim Burrisgraben) sowie der Westringstrasse. Auch der untere Teil des heutigen Zeitglockenturms (vormaliger Marktturm) entstammt ungefähr der Zähringerzeit.
So wuchsen die Kirchenstadt um St. Ursen und die befestigte Siedlung des Castrums zusammen. Als breite Hauptader wurde zunächst die Gurzelngasse neu angelegt, später kamen Barfüsser-, Hinter- und Eselsgasse, vielleicht auch die Vorstadt, hinzu. Diese zähringische Stadtmauer bildete den Mittelpunkt des solothurnischen Lebens bis zum Beginn des 19. Jahrhunderts.

### Solothurn wird reichsfreie Stadt

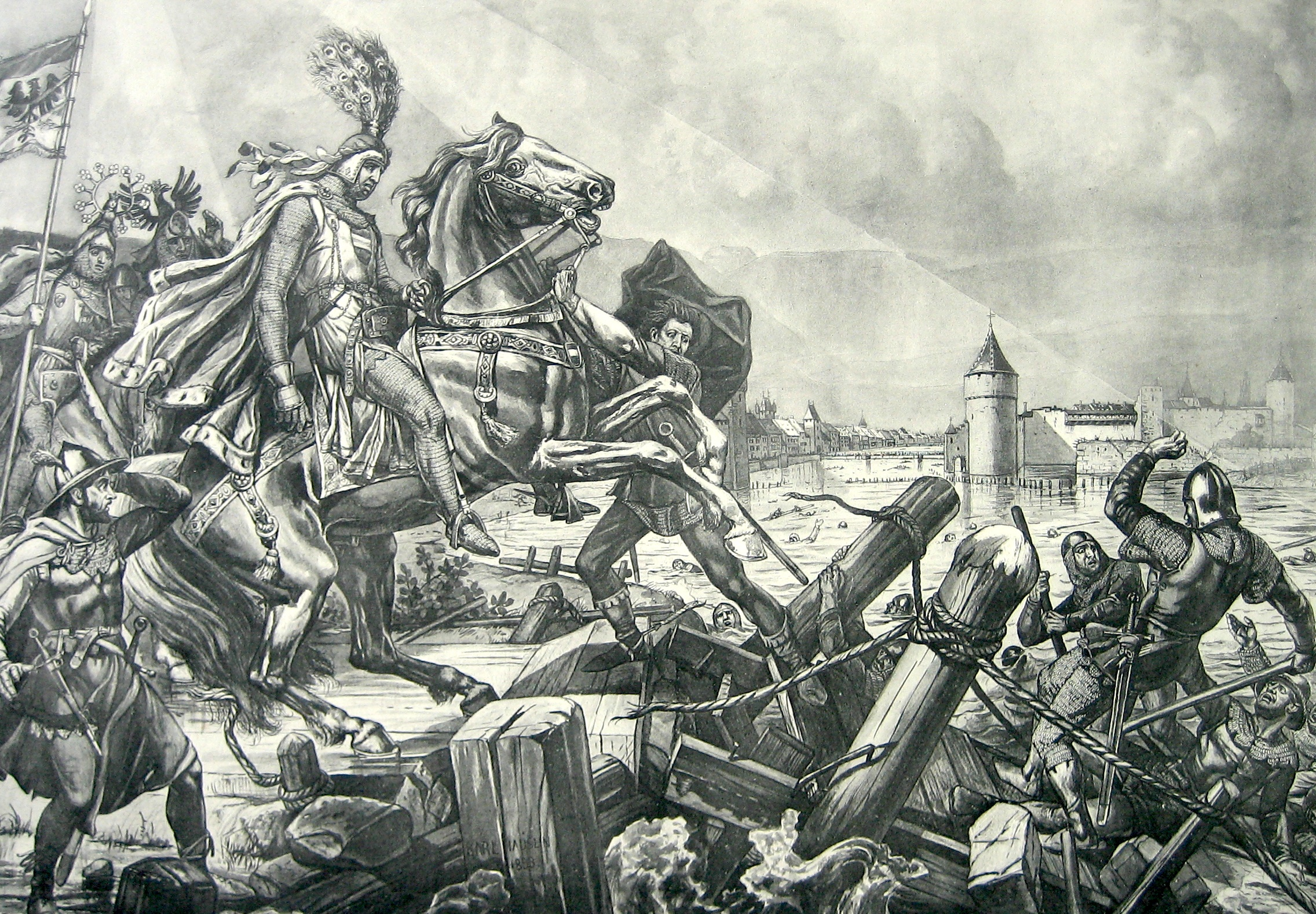
Belagerung Solothurns 1318 durch Leopold in der Darstellung Karl Jauslins

Nach dem Tod des letzten, kinderlosen Zähringers wurde Solothurn, wie auch Bern, 1218 zur reichsfreien Stadt erklärt und hatte dadurch fortan den Status einer Reichsstadt innerhalb des Heiligen Römischen Reichs. Der nun Reichs-Schultheiss genannte Statthalter übernahm nun die Machtherrschaft (siehe hierzu Solothurner Schultheissen). Durch die während der weiter erfolgten Autonomiebestrebungen der Stadt erlangten Stadtrechte flossen neue Gelder. Sie gaben Solothurn die Möglichkeit zur Befestigung und Verschönerung der Stadt: 1230 wird die Vorstadt (südlich der Aare), 1296 die Aarebrücke erwähnt. 1280 liessen sich die Franziskaner in Solothurn nieder und konnten 1299 ihre Kirche vollenden. Auch der Vorgänger der heutigen St. Ursenkathedrale entstand zu dieser Zeit: das gotische St.-Ursen-Münster wurde 1294 geweiht, dessen beide Türme aber dem Basler Erdbeben von 1356 zum Opfer fielen und später durch den Wendelstein ersetzt wurden. Anfang des 14. Jahrhunderts werden erstmals die Gold- und Schaalgasse, das Eich- und Barfüssertor sowie der Tinkelmanns- und Nideckturm in den Quellen erwähnt. 1378 wurden sogar einige Gassen gepflästert.
In der für reichsfreie Städte schwierigen Zeit des 13. Jahrhunderts musste sich auch Solothurn nach Verbündeten umsehen. So konnte, neben einigen Verträgen mit einzelnen Klöstern, der Bund von Bern geschlossen werden, der für Solothurn in der Zukunft bedeutend werden sollte. Schliesslich verweigerten die Eidgenossen der Innerschweiz sowie Solothurn und Bern dem Habsburger Friedrich dem Schönen die Anerkennung. So kam es 1315 zur Schlacht am Morgarten und 1318 zur Belagerung Solothurns durch den Bruder Friedrichs Herzog Leopold I., der jedoch mit Hilfe von rund 400 Bernern geschlagen werden konnte. Leopold ist jedoch wohl das Solothurner Wappen zu verdanken, das sich im Domschatz zu St. Ursen befindet. Auch mit Biel (1334), Burgdorf (1377) und anderen Städten sowie Klöstern konnte die Stadt wichtige Bündnisse schliessen.

### Eintritt in die Eidgenossenschaft
1393 begann für Solothurn die Zeit bei den Eidgenossen. Die Stadt war in diesem Jahr Mitunterschreiber des Sempacherbriefes. Weiter beteiligte sich Solothurn an den weiteren Schlachten und Eroberungen der Eidgenossen, konnte aber zweimal (1411, 1459) wegen des Widerspruchs der Länder und dem Neid Berns der Eidgenossenschaft nicht beitreten. Erst einige Jahrzehnte später trat Solothurn 1481, zusammen mit Freiburg, der Eidgenossenschaft bei, obwohl sie fortan Städte zweiten Ranges wurden. Bis 1513 kamen weitere Städte in die Eidgenossenschaft hinzu (namentlich Basel und Schaffhausen) und bildeten zusammen dann die Dreizehn Alten Orte. Im Jahr 1530 schlug zudem der französische Ambassador hier seinen Sitz auf, bis zum Jahr 1792 blieb der Sitz in der Stadt.

### Expansion des neuen Kantons
Das mittelalterliche Solothurn herrschte zunächst über ein Gebiet, das die heutigen Gemeinden Rüttenen, Feldbrunnen-St. Niklaus, westliches Riedholz, Oberdorf, Langendorf, Bellach, Zuchwil, Luterbach, Biberist, Lohn, Derendingen und Messen umfasste. 1362 kam der Unterleberberg, 1389 Grenchen und Bettlach sowie 1391 der Bucheggberg hinzu. Während einer zweiten Expansionsphase zwischen 1402 und 1427 kamen Thal und Gäu, zusammen mit der baslerischen Pfandschaft Olten, hinzu. Die Herrschaft Gösgen kam 1458 hinzu. Mit dem Kauf des Wasseramtes (1466) und der Eroberung von Dorneck und Thierstein zu Beginn des 16. Jahrhunderts erreichte der Kanton seine heutige Gestalt. Der zerfetzte Umriss des Staates wird von einem Volksspruch veranschaulicht:
«Wenig Speck und viele Schwarten, viel Hag und wenig Garten.»

### Stadtbild im 15. Jahrhundert

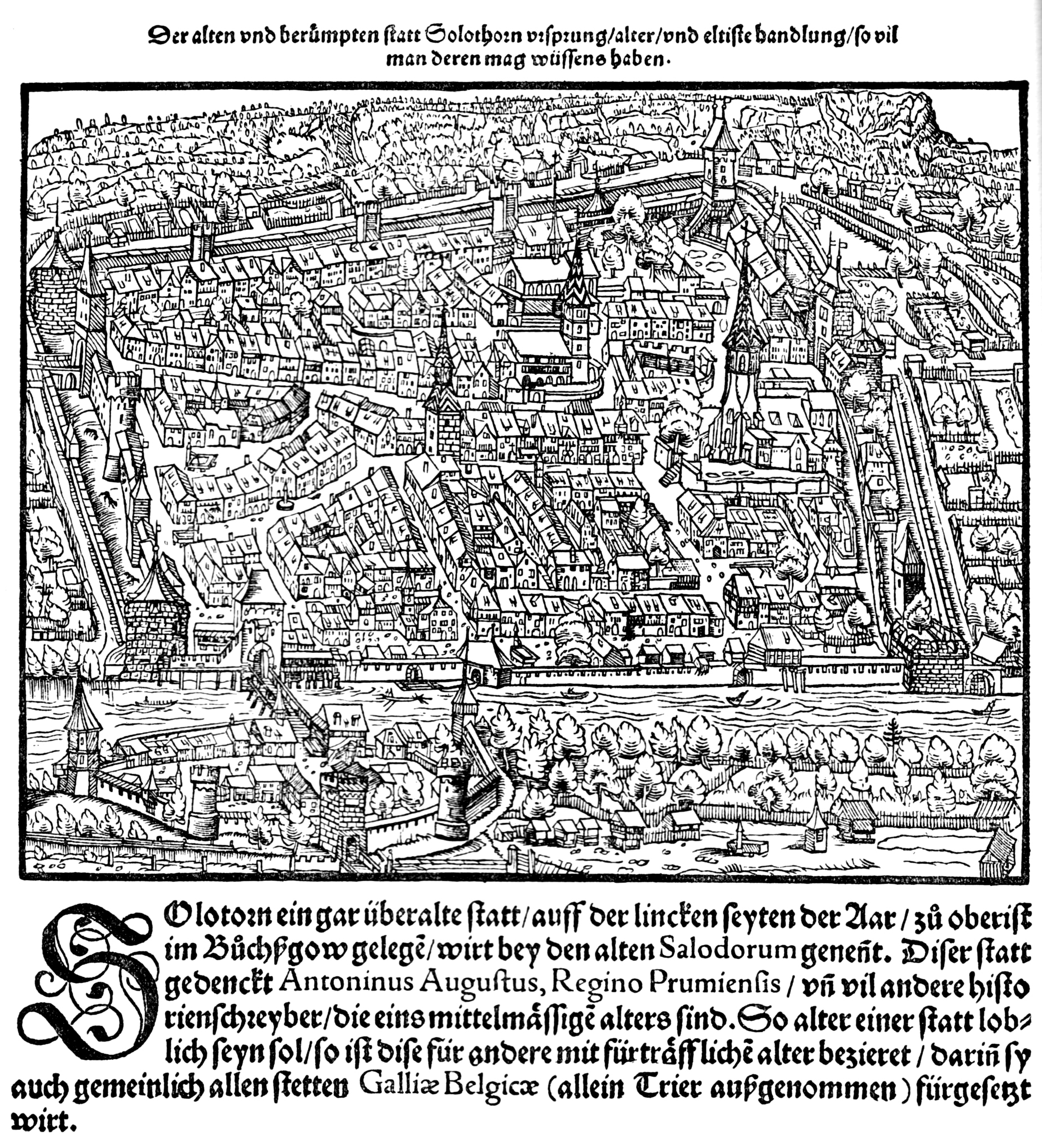
Solothurn um 1545 in der Chronik des Johannes Stumpf

Wegen Neuerungen der Kriegskunst musste die Befestigung Solothurns ausgebaut werden. So wurde 1453 mit dem Bau der Ringmauer nördlich des Eichtores (Baseltor) begonnen. 1454 kamen mit vorerst quadratischem Grundriss der Nydeckturm (Riedholzturm) und 1462 der Krummturm in der Vorstadt hinzu. Ende der 1480er-Jahre wurden Hürlig-, inneres Bern- und äusseres Wassertor verstärkt. Später kamen, auf kreisrundem Grundriss, das Baseltor (1504 bis 1508), der Burristurm (1534) und der neue Riedholzturm (1548) hinzu. Ab 1467 wurde zudem mit dem Neubau des Rathauses an der Eselsgasse begonnen, der erst 1711 mit einer neuen Doppelturmfassade im Osten vollendet wurde. Der Zeitglockenturm bekam 1545 seine astronomische Uhr vom Winterthurer Laurentius Liechti.
Papst Martin V. bewilligte 1418 auf der Durchreise den Bau des Bürgerspitals und der dazugehörigen Heiliggeistkapelle in der Vorstadt. Im Stadtbild massgebend sind die verschiedenen Figurenbrunnen (St. Urs, Gerechtigkeit, Georg, Simeon und Mauritius), die während des 16. Jahrhunderts entstanden sind.
Bilddeutung der Stumpf-Chronik (rechts): Erkennbar sind die heutigen Bauten Zeitglockenturm, Rathaus, Franziskanerkirche, Baseltor, Burristurm und krummer Turm. Heute nicht mehr vorhanden: die Münsterkirche St. Ursen, die beiden Berntore, der Georgsturm in der Südwest-Ecke und der Nydeck-Pulverturm in der Nordost-Ecke. Letzterer fiel 1546 einem Blitzeinschlag mit Explosion zum Opfer und wurde umgehend durch den Riedholzturm ersetzt. Ebenfalls abgebrochen wurden im 17. Jahrhundert der Petersturm beim heutigen Ritterquai und im 19. Jahrhundert der Hürligturm südlich der Aare. Erhalten geblieben sind hingegen die drei Wachtürme an der nördlichen Festungsmauer. Einen eigentlichen Marktplatz hat es damals nicht gegeben, der heutige Friedhofplatz dagegen ist klar erkennbar. Beim «Schänzli»-Stadtteil südlich der Aare war der Festungsgraben hier und Jahrhunderte danach mit Aarewasser geflutet, während dieses Vorhaben nördlich der Aare aufgrund mangelhafter Physik-Kenntnisse offenbar teilweise gescheitert ist.

### Reformation und Glaubenskriege

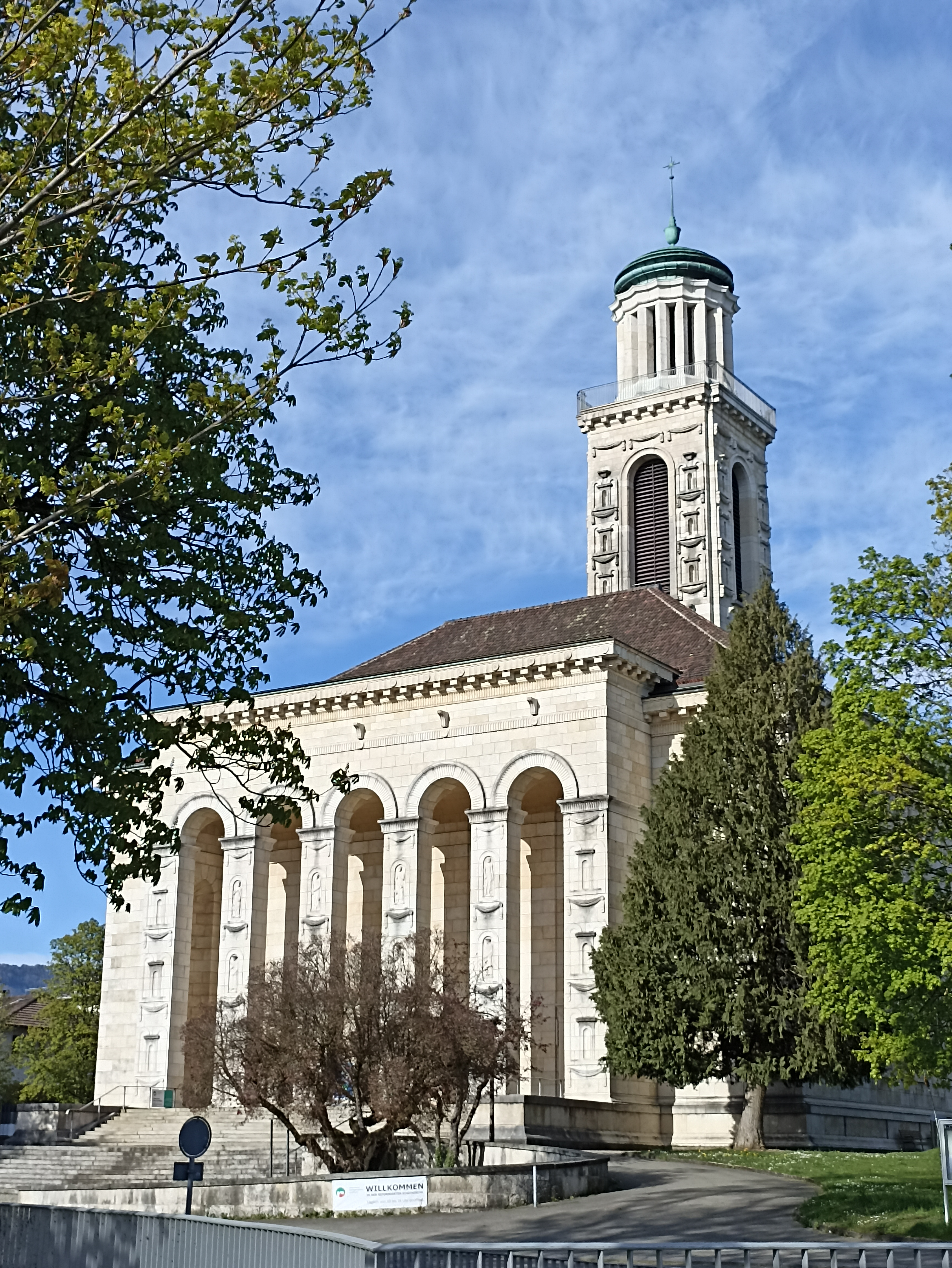
Reformierte Stadtkirche Solothurn

- 1519–1533: Die Reformation führte in Solothurn zur Glaubensspaltung; in der Franziskanerkirche predigte zeitweise der Berner Reformator Berchtold Haller. Beim späteren Aufstand der Reformierten verhinderte der Solothurner Schultheiss Niklaus Wengi der Jüngere Blutvergiessen. Solothurn blieb katholisch. Nach der Reformationszeit wurden die beiden Festungstürme im Westen und Osten der Altstadt, der Burris- und der Riedholzturm, erbaut.
- 1530–1792 residierte die französische Botschaft in der Schweiz in Solothurn, daher wird Solothurn auch die Ambassadorenstadt genannt.
- 1609 brauten sich über Europa dunkle Kriegswolken zusammen: Die Bündnisse der «protestantischen Union» und der «katholischen Liga» wurden gegründet, die später den Dreissigjährigen Krieg bestritten. Es war wohl kein Zufall, dass im selben Jahr in Solothurn mit dem Bau des alten Zeughauses (siehe unter «Sehenswürdigkeiten») begonnen wurde.
- 1667 wurde mit dem Bau der barocken Befestigung nach dem Bastionärsystem begonnen, der sich über etwa 60 Jahre hinzog.[24]

### Wissenschaft und Technik
- Am 12. Februar 1784 unternahmen die Brüder Urs Jakob und Anton Tschan den ersten Schweizer unbemannten Heissluftballonflug von den Mutten aus. Der Flug dauerte 45 Minuten, und an Bord befand sich ein Schaf mit einem Fallschirm.

### Zeit der Demokratisierung

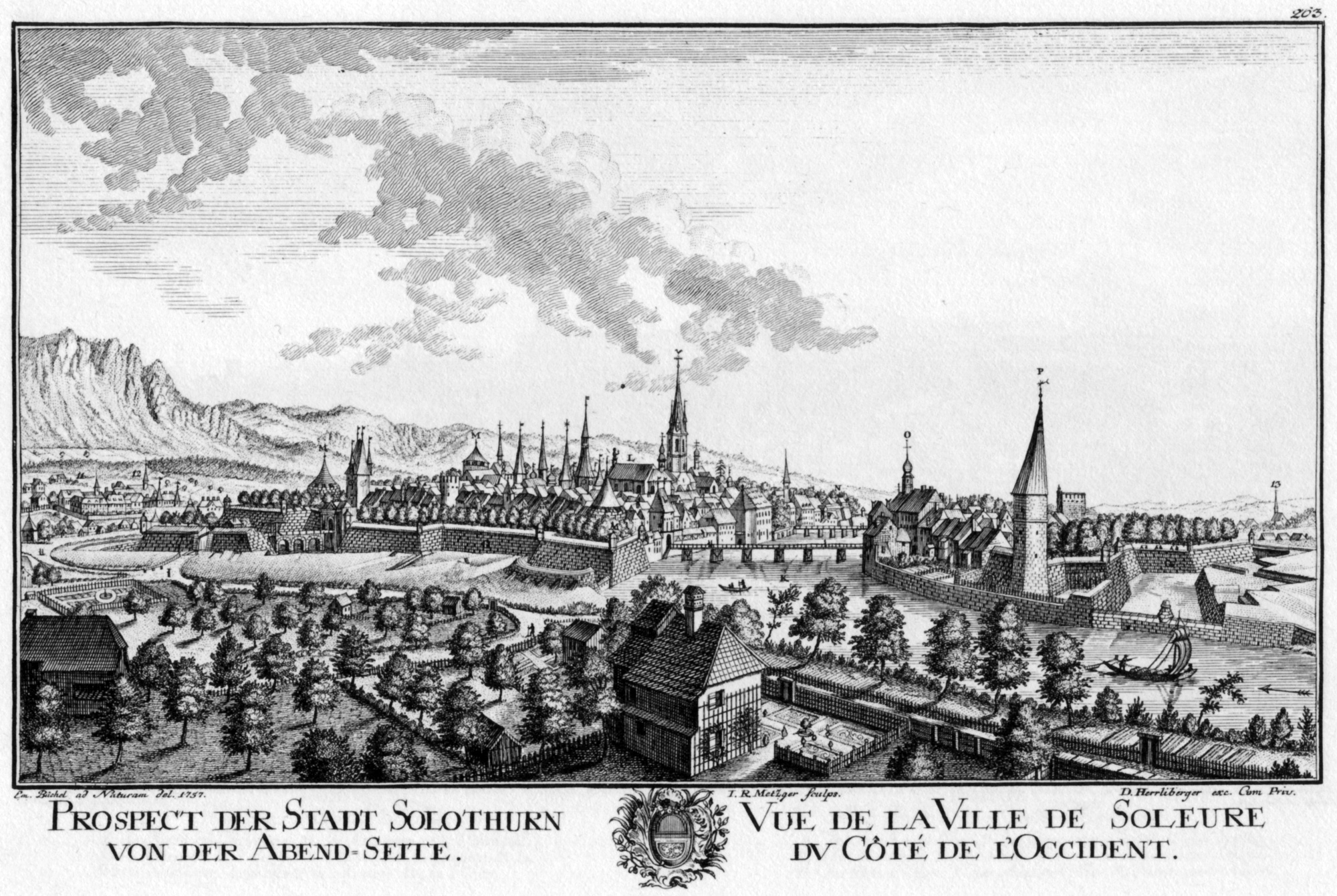
Ansicht der Stadt Solothurn in der «Topographie der Eydgnoßschaft» von David Herrliberger, 1757

- Um 1800 wurden vor der Kapuzinerkirche zwei Linden, die wohl ältesten heute in der Stadt existierenden Bäume, gepflanzt.
- Anfang des 19. Jahrhunderts, mit dem Siegeszug der liberal-demokratischen Bewegung über das städtische Patriziat, wurden die zuvor verschmolzenen Institutionen von Kanton und Gemeinde Solothurn aufgespalten. Solothurn wurde damit zur Stadtgemeinde und zum Hauptort des Kantons.
- Seit 1828 ist Solothurn Sitz des Bistums Basel. Der Bischof residierte bis zum Kulturkampf im Palais Besenval in der Altstadt.
- 1819: Als das in Form der Regiobank Solothurn älteste heute noch existierende grössere städtische Unternehmen wurde die Ersparniskasse gegründet.
- Im Gefolge der Industrialisierung erhielt Solothurn 1857 den ersten Bahnanschluss, mit Dampfzügen der Centralbahn. Das heutige Bahnhofgebäude Solothurn West stammt aus jener Zeit.
- 1895 begann die Elektrifizierung der Stadt. Das damalige erste Trafo-Häuschen steht noch immer, an der St. Niklausstrasse 53.

### Neuzeit

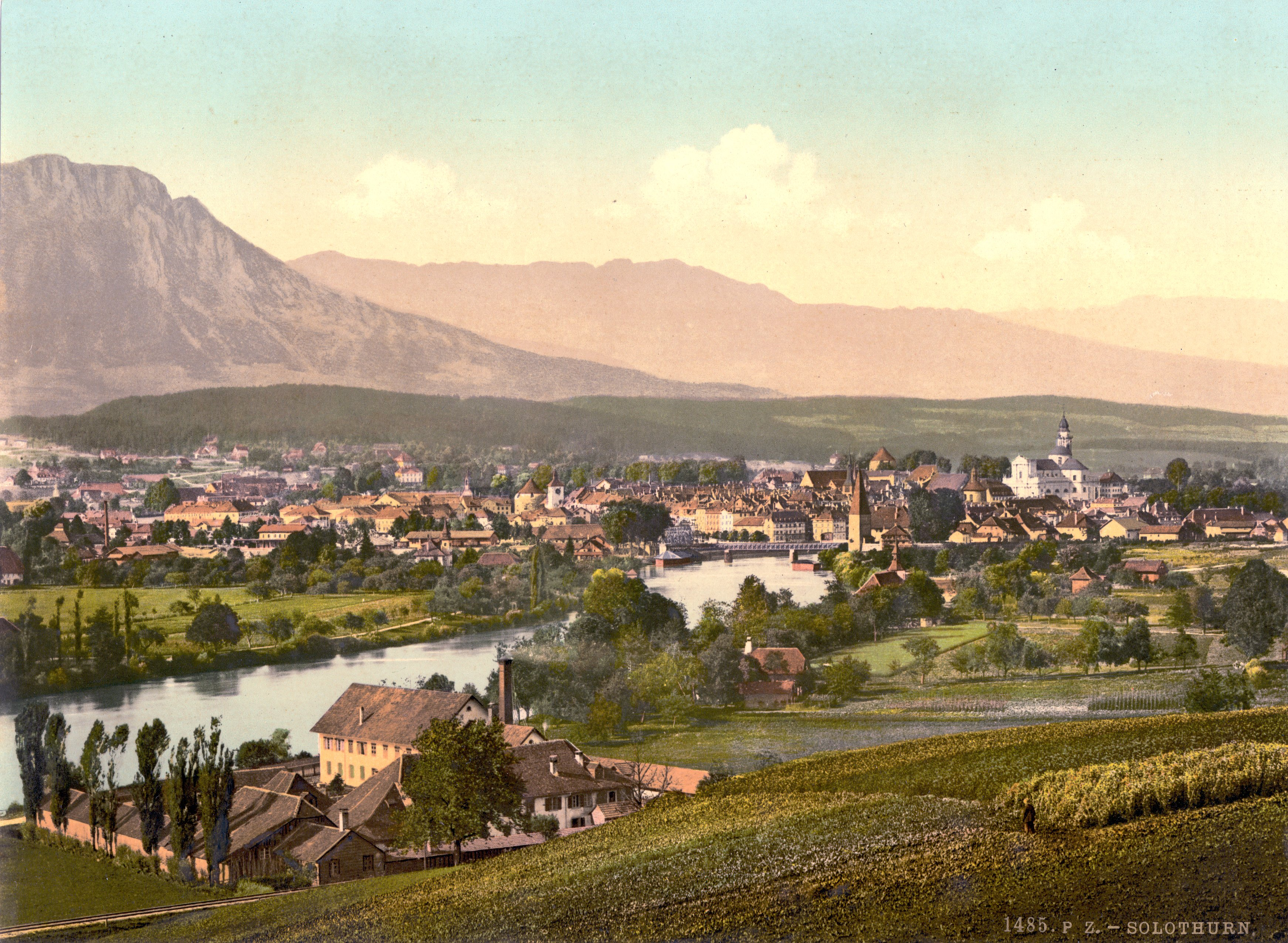
Anblick von Südwesten um 1900

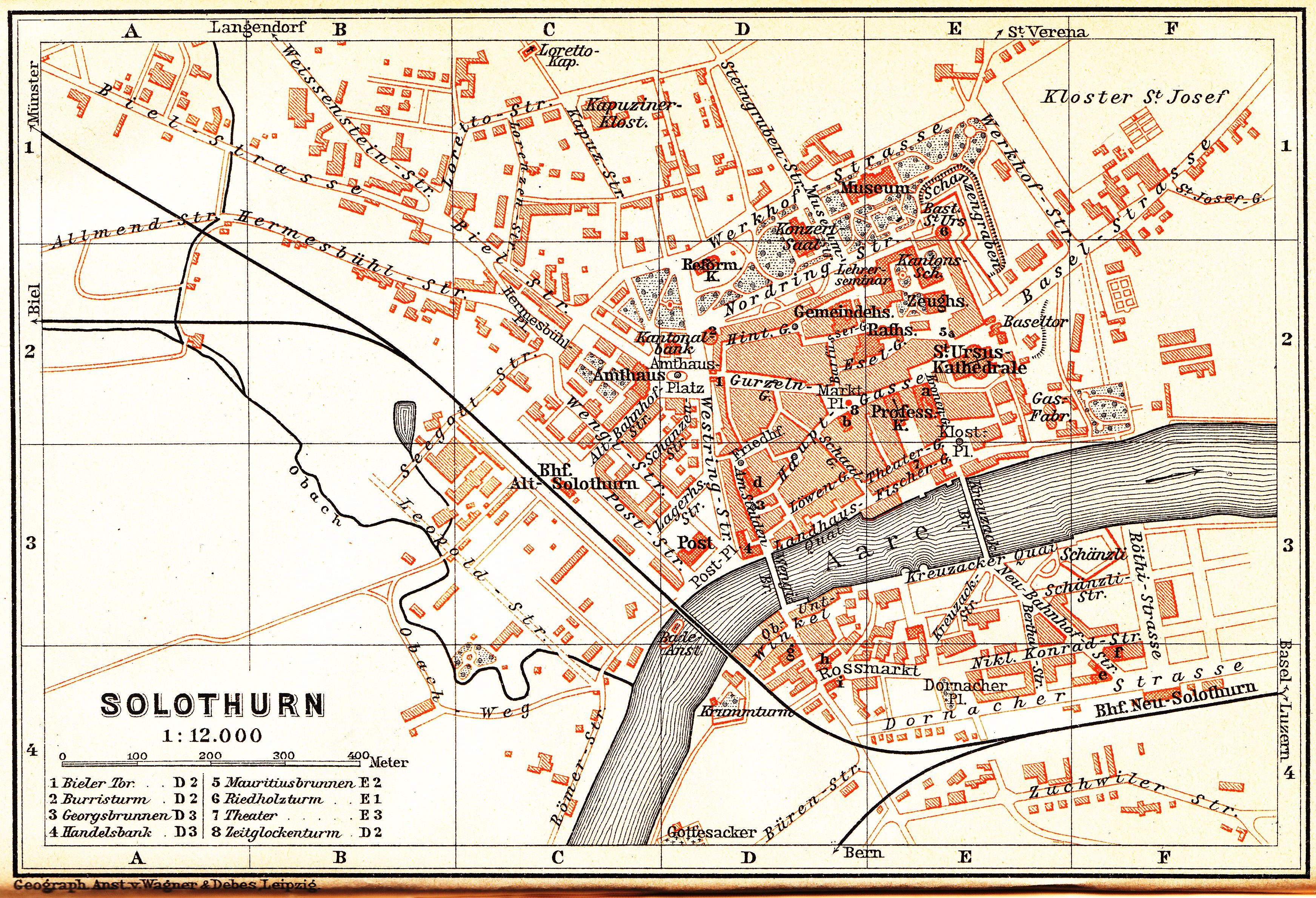
Stadtplan von 1903

- Das bekannteste und grösste jemals in Solothurn entstandene Unternehmen ist die Ascom AG. Sie begann 1922 als Autophon A.G. mit ca. 15 Arbeitern. Heute arbeiten am Standort Solothurn nicht viel mehr Leute als damals, der Konzern hat Solothurn mittlerweile weitgehend verlassen. Am gleichen Standort wurde aber eine Niederlassung von Ypsomed gegründet, die neue Arbeitsplätze brachte.
- Nach dem Ersten Weltkrieg erschienen die ersten Autos im Solothurner Stadtbild, 1930 verkehrten die ersten Linienbusse.
- 1969 wurde in Solothurn die erste Pizzeria eröffnet – Zeichen der beginnenden Integration von Einwanderer-Familien.
- Zwischen 1925 und 1976 wurde der Kehricht der Stadt auf Deponien entsorgt. Im Herbst 2023 wurden dort u. a. schwach radioaktiv strahlende Stoffe, welche aus den radioaktiven Leuchtfarben der Uhrenindustrie her kommen, sowie polyfluorierte Alkylsubstanzen (PFAS) entdeckt.[25] Wegen der anhaltenden Boden- und Gewässerverschmutzung sollen die betroffenen Gebiete möglichst bald saniert werden.[26][27][28]
- 1994 erhielten die schwer Drogenabhängigen eine Anlaufstelle zur kontrollierten und «sauberen» Rauschgift-Einnahme.
- Die Bevölkerung wuchs im Gleichschritt mit der Industrialisierung: 1850 ca. 5'000 Personen, 1900 10'100 Personen, heute 15'400 Personen.

### Stadtentwicklung

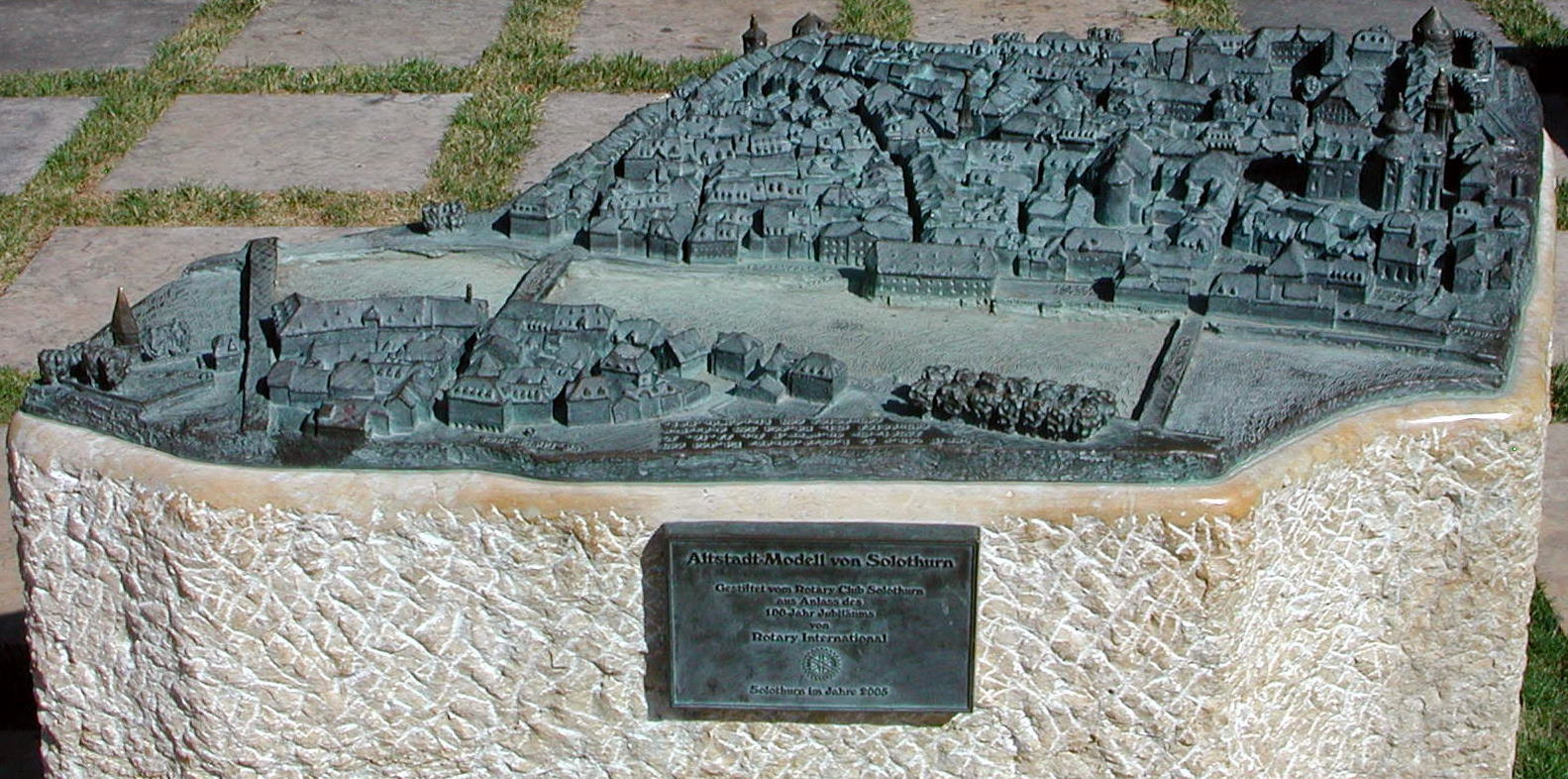
Modell der Solothurner Altstadt beim Baseltor

Kurz nach der liberalen Revolution von 1830 wurde in Solothurn damit begonnen, die Stadtmauern und Stadtbefestigungen aus Mittelalter und Früh-Neuzeit niederzureissen, da sie – analog etwa den mannigfachen Binnenzöllen, Mass-Einheiten und Geldwährungen auf bundesstaatlicher Ebene – für den ersehnten Handels- und Industrialisierungs-Aufschwung als hinderlich betrachtet wurden. Ausserhalb dieser Festungsanlagen existierten zu jener Zeit einzig verstreut einige Residenzen der gestürzten aristokratischen Geschlechter, einige Bauernhöfe und kirchliche Institutionen (z. B. Klöster, darunter das Kapuzinerkloster Solothurn).
In der Zeitspanne 1850 bis 1900 verdoppelte sich die Bevölkerungszahl in der Stadt Solothurn von rund 5'000 auf rund 10'000 Personen. Einem Aquarell von L. Wagner von 1884 ist zu entnehmen, dass vorab im Bereich Westring bis ca. heutige Zentralbibliothek zusätzlicher Wohnraum für die Neuzuzüger geschaffen wurde. 10'000 Personen fanden damals Unterkunft in einem Gebiet umfassend weitgehend nur die Alt- und Vorstadt sowie das vorgeschobene Westring-Quartier (verglichen mit der heutigen Stadtgrösse, für eine Bevölkerung von rund 15'500 Personen). Zu dieser Zeit war der Dienstleistungssektor noch sehr schwach ausgeprägt: Nahezu das gesamte genannte Raumangebot wurde zu Wohnzwecken genutzt, es gab noch kaum Büros und Ladengeschäfte, ganz zu schweigen von Warenhäusern etc. Auch waren die einzelnen Wohnungen im Allgemeinen noch deutlich kleiner als heute.
Von 1900 bis 1950 wuchs die städtische Solothurner Bevölkerung dann um fast 7'000 Personen auf 16'700. Dies vorab durch nachhaltigen Überbauungsbeginn der Quartiere Dilitsch, Allmendstrasse, Obere Steingruben, St. Kathrinen und der Südstadt. Aus dem Jahr 1938 stammt der erste Zonenplan, den die Stadt damals noch in eigener Regie und ohne Vorgaben von Bund oder Kanton erstellte. Er enthielt allerdings nur sehr rudimentäre Auflagen: Noch durften Wohnblöcke in Zweifamilienhaus-Quartieren errichtet werden, Wohn- und Industriezonen waren noch nicht klar voneinander getrennt.
Von 1950 bis heute nahm die Bevölkerungszahl in Solothurn etwas ab, mit allerdings einigen Schwankungen innerhalb dieses Zeitfensters. Das Siedlungsgebiet hingegen wuchs kontinuierlich und deutlich, zurückzuführen auf den zunehmenden Anteil des Einfamilienhaus-Baus, den stets ansteigenden individuellen Wohnraum-Bedarf, vermehrte Einpersonen-Haushalte, expandierenden Gewerbe- und Industriebau sowie zunehmenden Bedarf an Büro- und Ladenflächen. Anfang der 1970er-Jahre wurde mit dem «Bebauungsplan Brühl» auch die Überbauung der Weststadt im engeren Sinne in Angriff genommen, mit den anfänglich umstrittenen ersten Hochhäusern der Stadt, den Riedmatt-Blöcken.
Seit 2006 befindet sich das Projekt Wasserstadt Solothurn in der Planungsphase.
Der schwere Hausbrand von Solothurn 2018 löste eine Diskussion um die Pflicht von Rauchmeldedetektoren aus.

### Die Altstadt heute
Anlässlich einer Studienwoche der Kantonsschule Solothurn wurde im Jahr 2000 die Entwicklung der in ihrem Grundriss und teils auch in der Bausubstanz mittelalterlichen Solothurner Altstadt untersucht (publiziert in den Mitteilungen der Naturforschenden Gesellschaft des Kantons Solothurn ). Es wohnten dort anno 2000 noch 1050 Personen, was seit 1971 einer Abnahme von 40 % entspricht. Die Wohnnutzung weicht gemäss Studie zusehends einer kommerziellen Nutzung, wobei innerhalb dieser überregionale und internationale Ladenketten zunehmend das Schwergewicht bilden. Zum Teil werden die in den regulären Geschossen wegfallenden Wohnflächen mit dem Ausbau von Dachgeschossen kompensiert. Aufgrund der recht hohen Bodenpreise haben auch die Wohnungsmieten ein beachtliches Niveau erreicht. Am 29. März 2011 wurden durch einen Brand, der im Dachstock an der Hauptgasse 54 ausgebrochen war, fünf Gebäude im Dachbereich teilweise stark beschädigt. Am 7. März 2022 kam es erneut zu einem Brand.

### Münzen aus Solothurn
Die frühesten bekannten Münzen der Stadt stammen aus dem 12. Jahrhundert. Das offizielle Prägerecht besass die Stadt mit dem Vertrag vom 5. September 1381. Bis in das 15. Jahrhundert wurden aber nur kleine Nominale wie Pfennige (aus Silber), Angster und Stebler geprägt. Die Münzprägung lehnte sich stark an das Berner Münzsystem an. Ab dem 15. Jahrhundert wurden auch Goldgulden und grössere Silbermünzen (Taler, Dicken) sowie mittlere Nominale (Groschen) geprägt. Die Münzprägung der Stadt Solothurn endete Ende des 18. Jahrhunderts und wurde von der 1805 beginnenden Münzprägung des Kantons Solothurn abgelöst.

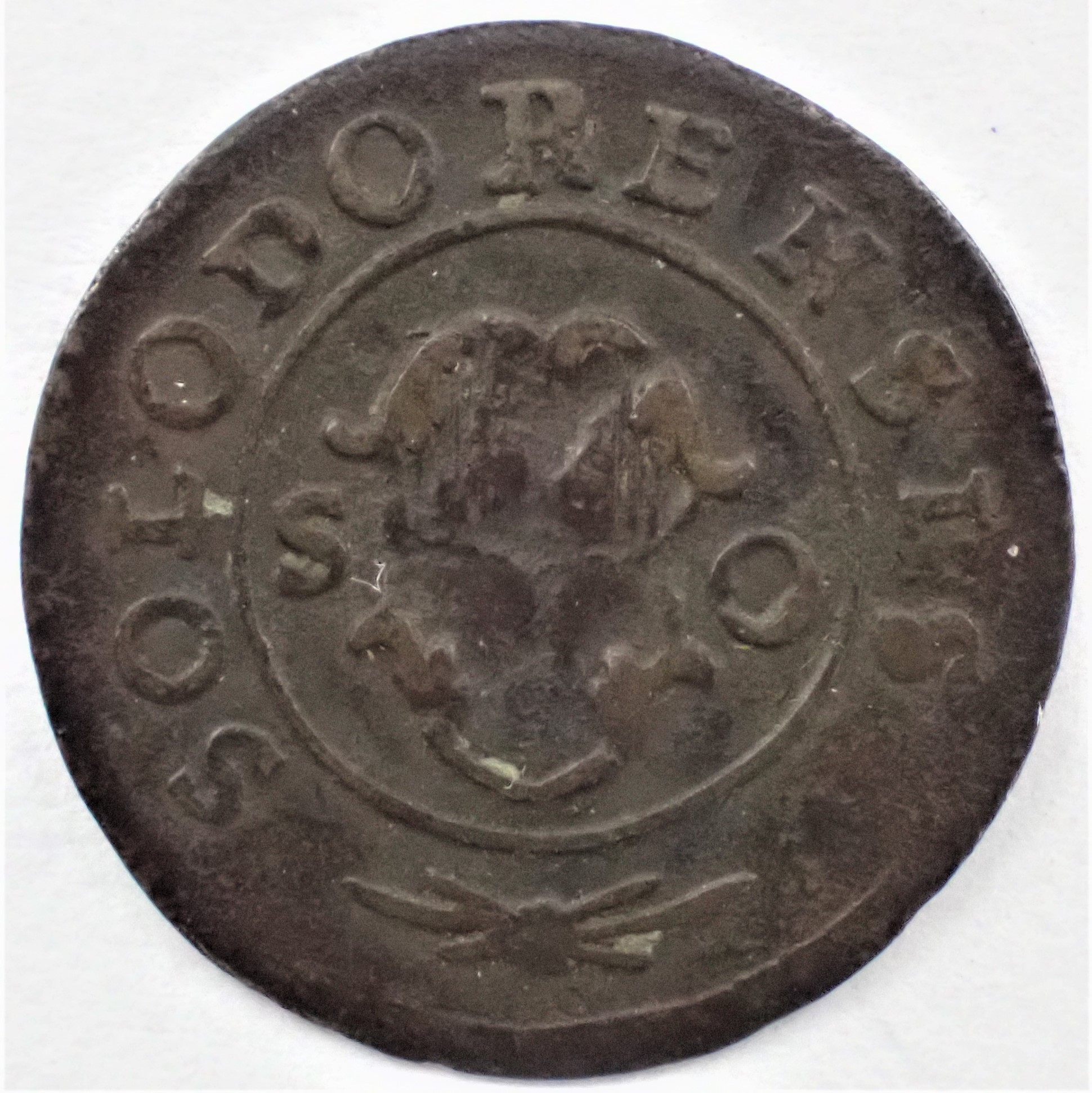
Vierer aus Solothurn, Jahr 1797

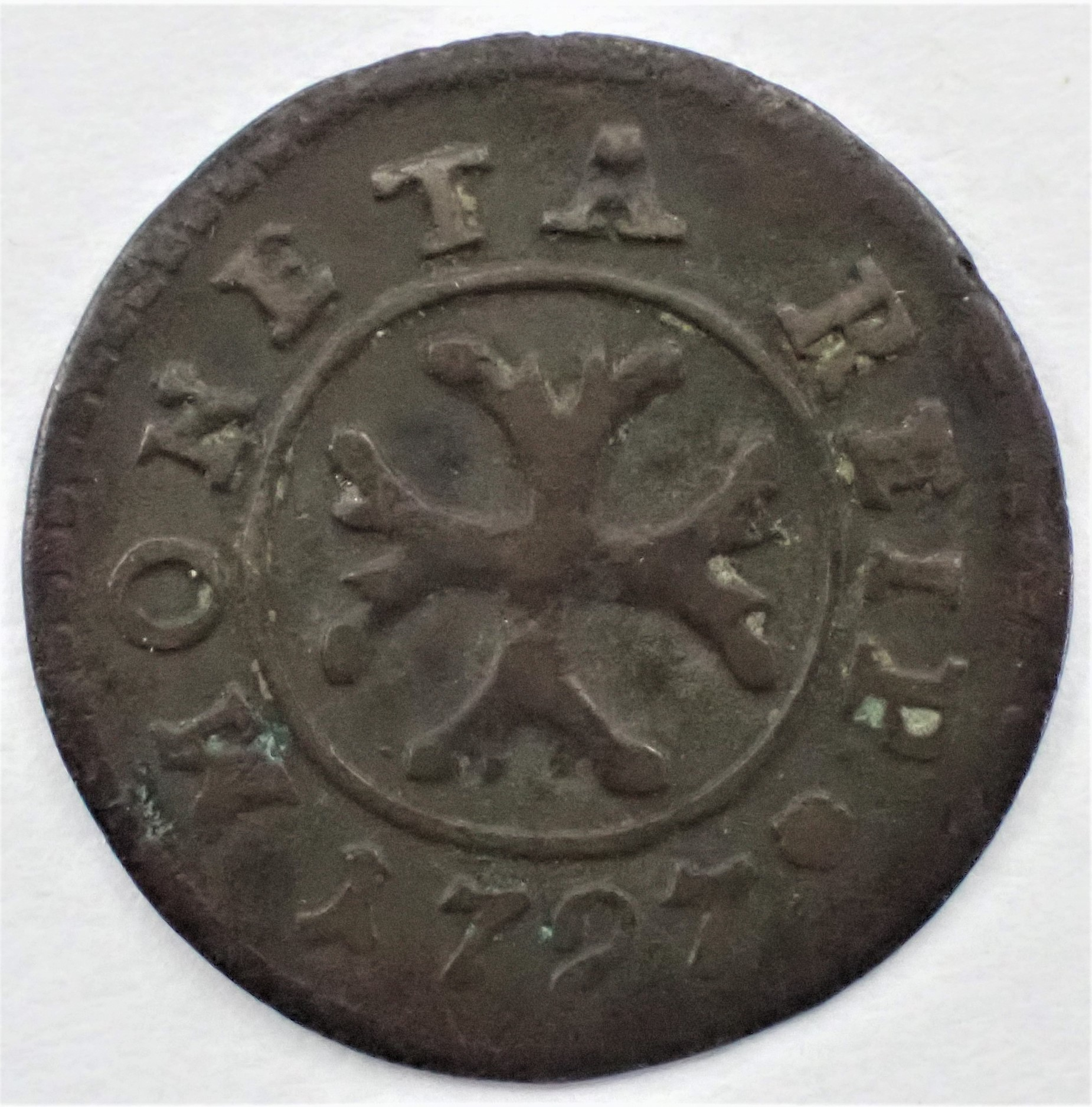
Rückseite des Vierers, Solothurn, Jahr 1797

## Bevölkerung
| Jahr | Einwohner |
| ---- | --------- |
| 1850 | 5'000     |
| 1900 | 10'100    |
| 1950 | 16'700    |
| 2010 | 16'163    |
| 2022 | 16'633    |

Mit 16'855 Einwohnern per 31. Dezember 2023 ist Solothurn nach Olten und Grenchen die drittgrösste Stadt des Kantons Solothurn und zählt zu den kleineren Städten der Schweiz.
In der Agglomeration Solothurn, zu der auch Gemeinden aus den Bezirken Lebern und Wasseramt gehören, lebten im Jahr 2009 75'359 Personen in 24 Gemeinden.
Bis 2018 wollte die Stadt Solothurn mit den vier umliegenden Gemeinden Biberist, Derendingen, Luterbach und Zuchwil fusionieren, was die Bevölkerungszahl der Stadt auf rund 42'000 Einwohner gesteigert hätte. Aufgrund negativer Volksentscheide kam die Fusion nicht zustande.

### Religionen
Solothurn ist traditionell katholisch geprägt. Durch die Binnenwanderung in den letzten Jahrhunderten kam es aber auch in Solothurn zur Herausbildung einer grossen reformierten Gemeinde. Die christkatholische Gemeinde ist in der Franziskanerkirche (Solothurn) beheimatet. Seit den 1970er-, 1980er- und 1990er-Jahren kamen erstmals Muslime und Buddhisten in die Stadt.
35,2 % der Bevölkerung waren im Jahr 2000 römisch-katholisch (5'413 Personen), 29,6 % waren protestantisch (4'551), und 5,9 % (907) gaben an, muslimisch zu sein. Als konfessionslos bezeichneten sich 20,2 % (3'106), und 3,9 % (599) machten keine Angabe.

### Einwanderung
Der Ausländeranteil beträgt 21,4 Prozent und liegt damit über dem kantonalen Durchschnitt von 20 Prozent. Den grössten Anteil bilden Bürger aus Italien, dem ehemaligen Jugoslawien, der Türkei, Sri Lanka, Thailand, Deutschland und Spanien.

## Politik

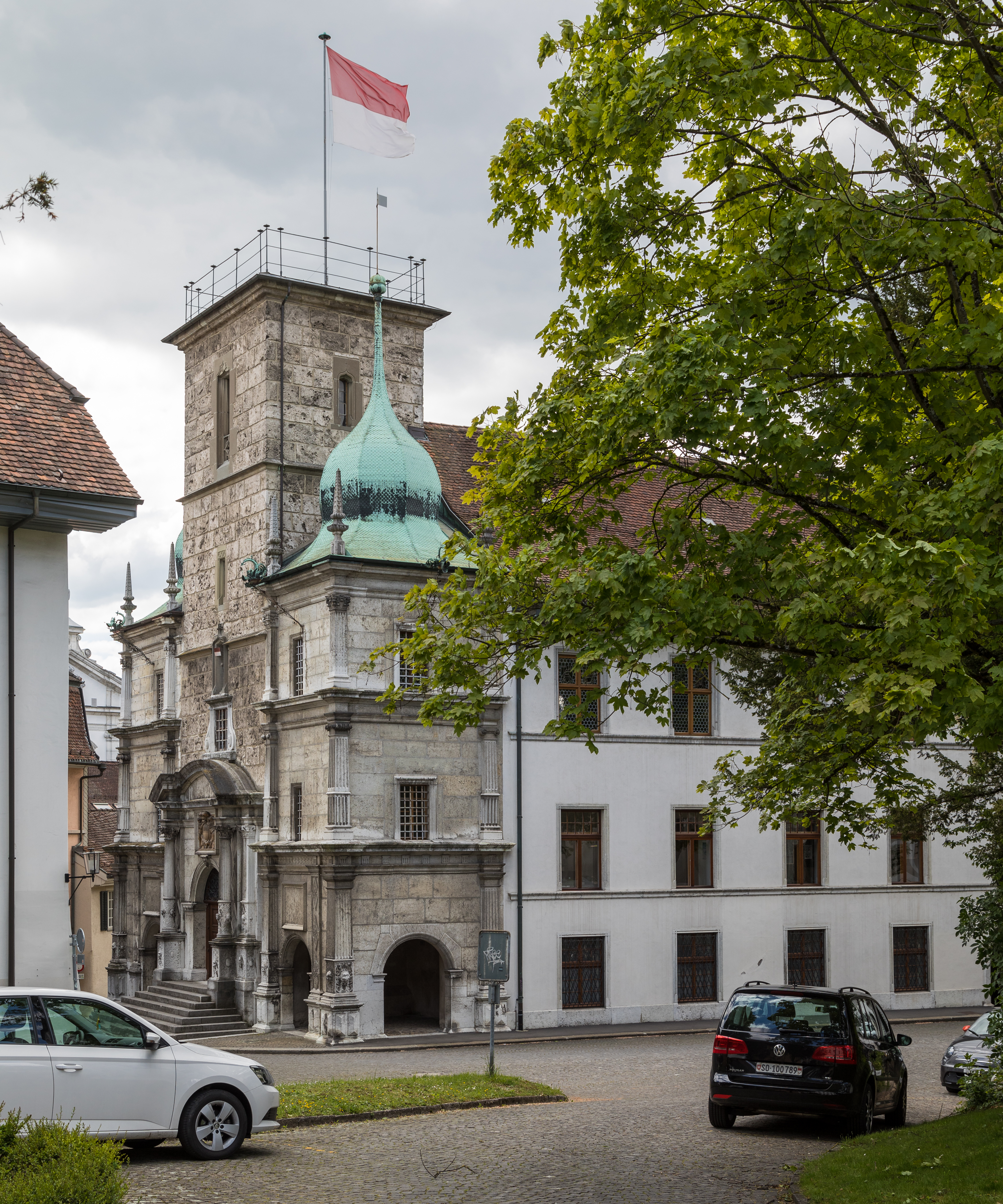
Rathaus Solothurn (NO-Ansicht): Sitz des Kantonsrates

### Legislative
Die gesetzgebende Behörde und oberstes Organ der Gemeinde ist die Gemeindeversammlung. Sie findet zwei- bis viermal jährlich im Landhaus-Saal statt. Gebildet wird sie aus allen stimmberechtigten Angehörigen der Gemeinde, wobei sie meist nur von einem kleineren Teil davon besucht wird.

### Exekutive
Der Gemeinderat ist das vollziehende und verwaltende Organ der Gemeinde. Er besteht aus 30 Mitgliedern und wird im Proporzwahlverfahren vom Volk gewählt. Die Amtsdauer beträgt vier Jahre. Er tagt im Sitzungsraum/Gemeinderatssaal des Landhauses.
- Grüne: 4
- SP: 10
- GLP: 2
- CVP: 4
- FDP: 7
- SVP: 3

Bei den letzten Wahlen erreichten die Parteien folgende Sitzzahlen:
| Partei | 1997 | 2001 | 2005 | 2009 | 2013 | 2017 | 2021 | 2025 |
| ------ | ---- | ---- | ---- | ---- | ---- | ---- | ---- | ---- |
| FDP    | 12   | 11   | 10   | 9    | 9    | 8    | 8    | 7    |
| SP     | 7    | 8    | 9    | 7    | 8    | 9    | 8    | 10   |
| CVP    | 6    | 5    | 5    | 7    | 5    | 5    | 4    | 4    |
| Grüne  | 3    | 3    | 4    | 5    | 5    | 5    | 5    | 4    |
| GLP    | –    | –    | –    | 0    | 1    | 1    | 3    | 2    |
| SVP    | 2    | 3    | 2    | 2    | 2    | 2    | 2    | 3    |

Daneben gibt es noch eine Gemeinderatskommission, bestehend aus 7 Mitgliedern (3 FDP, 2 SP, 1 CVP und 1 Grüne), die vom Gemeinderat aus seiner Mitte gewählt werden. Stadtpräsidentin ist seit November 2021 Stefanie Ingold (SP), sie folgte auf Kurt Fluri (FDP), der von 1993 bis 2021 Stadtpräsident war.

### Judikative
Für Rechtsstreitigkeiten ist das Richteramt Solothurn-Lebern zuständig. Überdies hat das kantonale Obergericht seinen Sitz in der Stadt Solothurn.

### Nationale Wahlen
Bei den Schweizer Parlamentswahlen 2019 betrugen die Wähleranteile in Solothurn:
| SP     | Grüne  | FDP    | SVP    | glp   | CVP   | BDP   | Hanf-Partei |
| ------ | ------ | ------ | ------ | ----- | ----- | ----- | ----------- |
| 24,9 % | 20,6 % | 19,7 % | 12,3 % | 9,6 % | 8,8 % | 1,8 % | 1,1 %       |

### Wappen und Fahne

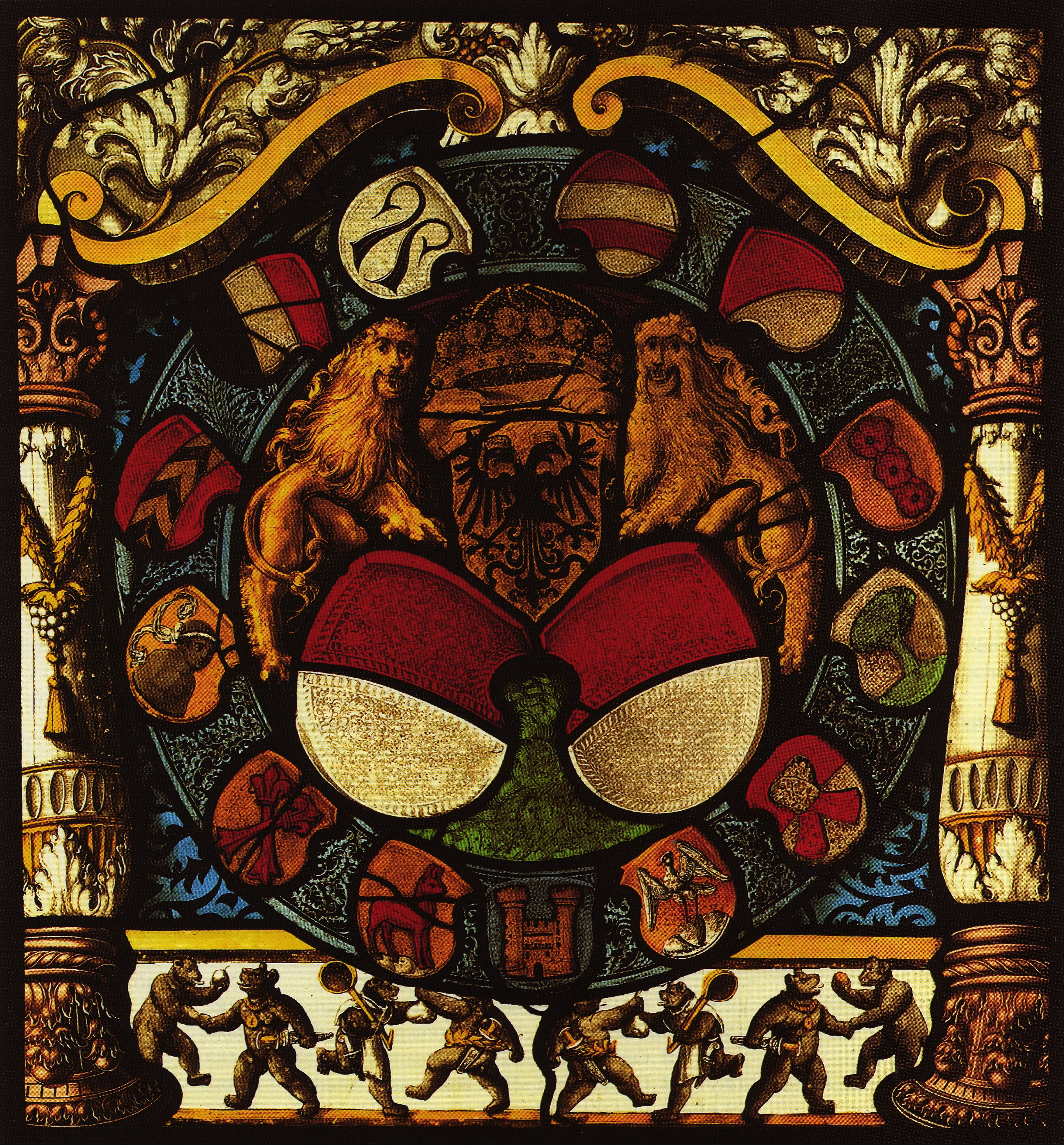
Solothurner Ämterscheibe (um 1520): Zwei Löwen als Schildträger, über den beiden Standeswappen das bekrönte Reichswappen, im äusseren Kreis dreizehn Ämterwappen

Solothurn wurde 1218 reichsfrei und könnte seit dieser Zeit ein eigenes Banner geführt haben. Fassbar wird das Solothurner Wappen aber erstmals 1394 in Form eines geteilten gotischen Schildes auf dem Stadtsiegel.
Die Standesfarben Rot und Weiss sind erstmals ab 1443 nachweislich in Form einer wiederkehrenden Rechnung für den Stoff für Amtsröcke. Bildliche Darstellungen des Banners werden erst in den Schlachtdarstellungen in den Bilderchroniken des späteren 15. Jahrhunderts geläufig.
Im Prunksiegel von 1447 ist erstmals der heilige Ursus als Schildhalter dargestellt, die beiden Löwen als Schildhalter treten erstmals in einer Standesscheibe von 1514 auf.
Das Juliusbanner von 1512 zeigt im Zwickelbild Christus als Schmerzensmann mit dem vor ihm knienden hl. Ursus, dargestellt als geharnischter Krieger mit eidgenössischem Fähnlein.
Das Stadtwappen als separat vom Standeswappen wird offiziell 1941 eingeführt, die Krone wird mit fünf Blattzinken dargestellt, die beiden schildhaltenden Löwen erscheinen mit abgekehrten Häuptern.

### Quartiere
Solothurn wird in 14 Quartiere eingeteilt:
- Obach
- Brühl (Brüeu)
- Segetz
- Wildbach/Weststadt/Touring
- Dilitsch
- Hermesbühl (Hermesbüeu)/Heidenhubel (Häidehubu)
- Altstadt (Autstadt)
- Loreto/Greiben (Gräibe)
- Dürrbach/Ziegelmatte (Zigumatt)/Steingrube West (Stäigruebe West)
- Steingrube Ost (Stäigruebe Ost)/Fegetz
- Hubelmatte (Hubumatt)
- Steinbrugg (Stäibrügg)/Forst/Schützenmatte (Schützematt)
- Vorstadt
- Schöngrün (Schöngrüen)

### Partnerstädte

#### Heilbronn
Nach dem Ersten Weltkrieg herrschte in Heilbronn eine grosse Armut und Hungersnot. Um gegen dieses Elend vorzugehen, errichtete und betrieb die Pfarrerin Anna Kopp-Sieber 1924 in Heilbronn die «Schweizer Hilfe». Durch diese Einrichtung wurden an Notleidende Lebensmittel und Kleider vergeben, womit der erste Bezug zwischen den beiden Städten hergestellt war.
Zum Zusammenschluss zu Partnerstädten kam es, als am 19. September 1981 der Bürgermeister von Heilbronn Hans Hoffmann und der solothurnische Stadtammann Fritz Schneider in Heilbronn die Partnerstadts-Urkunde besiegelten. Am 7. Mai 1982 wurde dieser Zusammenschluss nochmals durch eine Unterschrift des damaligen solothurnischen Stadtpräsidenten Urs Scheidegger und Hans Hoffmann in Solothurn bestätigt.

#### Krakau

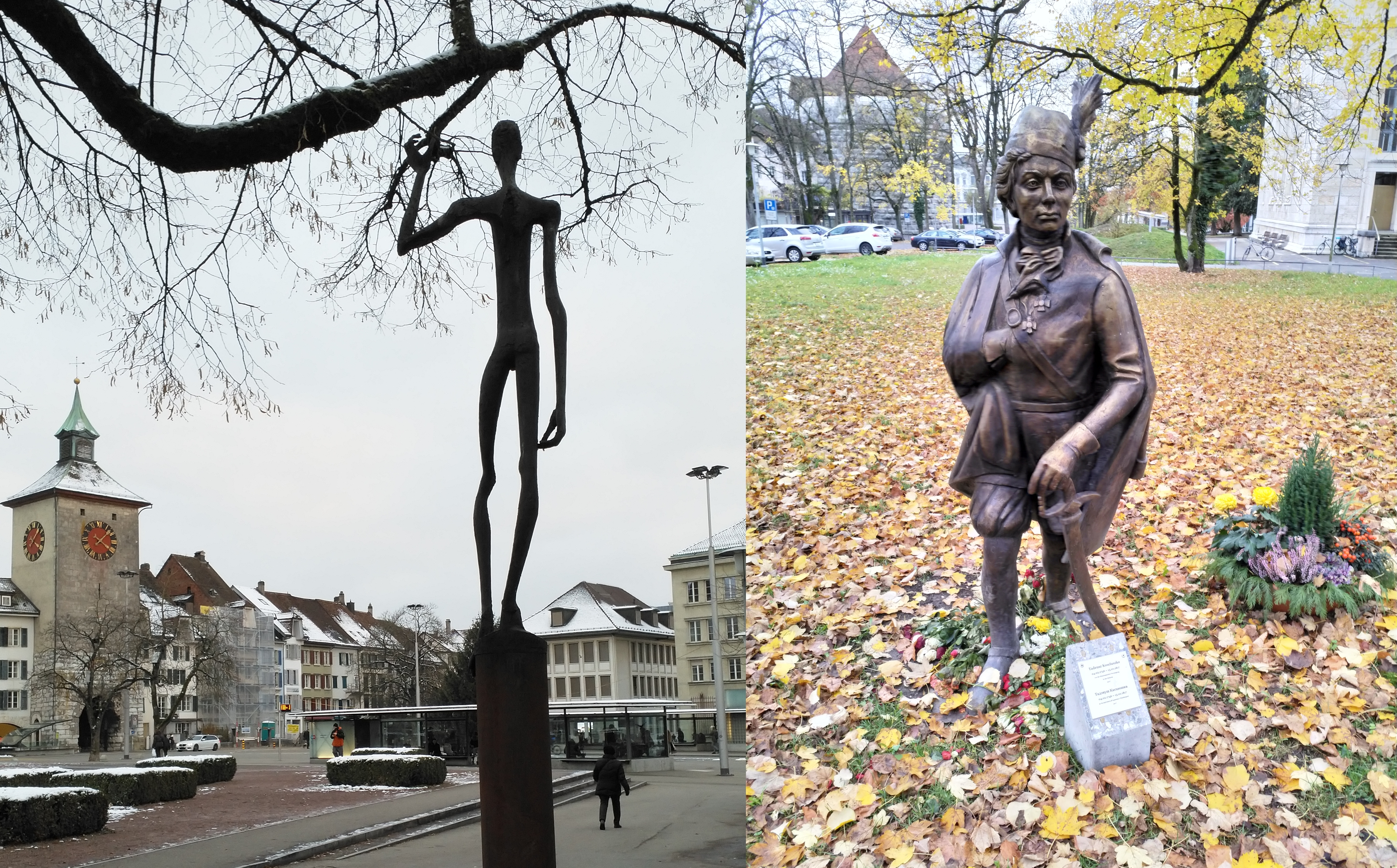
Die beiden Kościuszko-Denkmäler in Solothurn (2017)

Tadeusz Kościuszko war ein polnischer General und Anführer des Aufstands von 1794 gegen die Teilungsmächte Russland und Preussen. Nach einer Niederlage im selben Jahr geriet er in Gefangenschaft, wurde jedoch 1796 durch den Zaren Paul I. begnadigt. Er flüchtete ins Exil, welches ihn in die Vereinigten Staaten von Amerika, später nach Paris und am Ende nach Solothurn brachte. Hier führte er seinen Kampf für die polnische Unabhängigkeit vergeblich fort, bis er am 15. Oktober 1817 starb. Während seine Eingeweide (bis auf das Herz, für das eine Urne angefertigt wurde) auf einem Friedhof in Zuchwil beigesetzt wurden, überführte man den einbalsamierten Leichnam von der Jesuitenkirche in Solothurn in die Königsgruft von Krakau. Der Städtebund wurde 1990 beschlossen.
In Solothurn bestehen zwei Denkmäler für Kościuszko.

#### Le Landeron
1449 schlossen die Bürger von Le Landeron (NE) mit denen der Stadt Solothurn ein Burgrecht, das bis 1783 mehrmals bestätigt wurde. Obschon der damalige Bund weit zurückreicht, kam es erst 2003 zu einer Städtepartnerschaft. Seit je betreibt die Bürgergemeinde Solothurn Rebberge in Le Landeron und verkauft ihren Bürgerwein in der Vorstadt Solothurn.

## Infrastruktur

### Medien
Die bekanntesten Zeitungen sind die Solothurner Zeitung und der Azeiger, die beide vom Unternehmen Vogt-Schild herausgegeben wurden, 2009 von den AZ Medien übernommen, heute CH Media. Daneben ist die Solothurner Woche eine beliebte Anzeiger-Zeitung. Radio 32 war der einzige Radiosender der Stadt, mittlerweile hat mit dem Radiosender Radiologisch ein weiterer Sender seinen Betrieb aufgenommen.

### Verkehr

#### Öffentlicher Verkehr
Für die Zuganbindung sorgen der Hauptbahnhof Solothurn, der Westbahnhof und seit Dezember 2013 der Bahnhof Allmend, wobei die letzten beiden nur dem Regionalverkehr dienen. Die Schweizerischen Bundesbahnen (SBB) bieten Verbindungen in Richtung Lausanne/Genf bzw. St. Gallen/Zürich sowie in den Berner Jura über Moutier nach Sonceboz-Sombeval an. Daneben besorgt die BLS AG den Anschluss ins Emmental nach Burgdorf und nach Thun, während der Regionalverkehr Bern–Solothurn (RBS) die meterspurige Linie nach Bern betreibt. Eine weitere meterspurige Zugverbindung stellt die Aare Seeland mobil (ASm) zwischen Solothurn und Niederbipp–Langenthal bereit. Diese betreibt noch zwei weitere Haltestellen auf Stadtgebiet. Die Bielersee-Schifffahrts-Gesellschaft betreibt den Schiffsverkehr von Solothurn über die Aare bis Nidau und Biel.
Die nähere Umgebung erreicht man durch den Busbetrieb Solothurn und Umgebung (BSU). Auf die erste Jurakette gelangt man mit der PostAuto-Linie 40.012 Solothurn–Balmberg. Zum Kurhaus des Hausbergs Weissenstein führte nach der Stilllegung der Sesselbahn Oberdorf–Weissenstein zunächst jeweils mittwochs, samstags und sonntags ein Postauto, seit Dezember 2014 eine Gondelbahn.

#### Individualverkehr

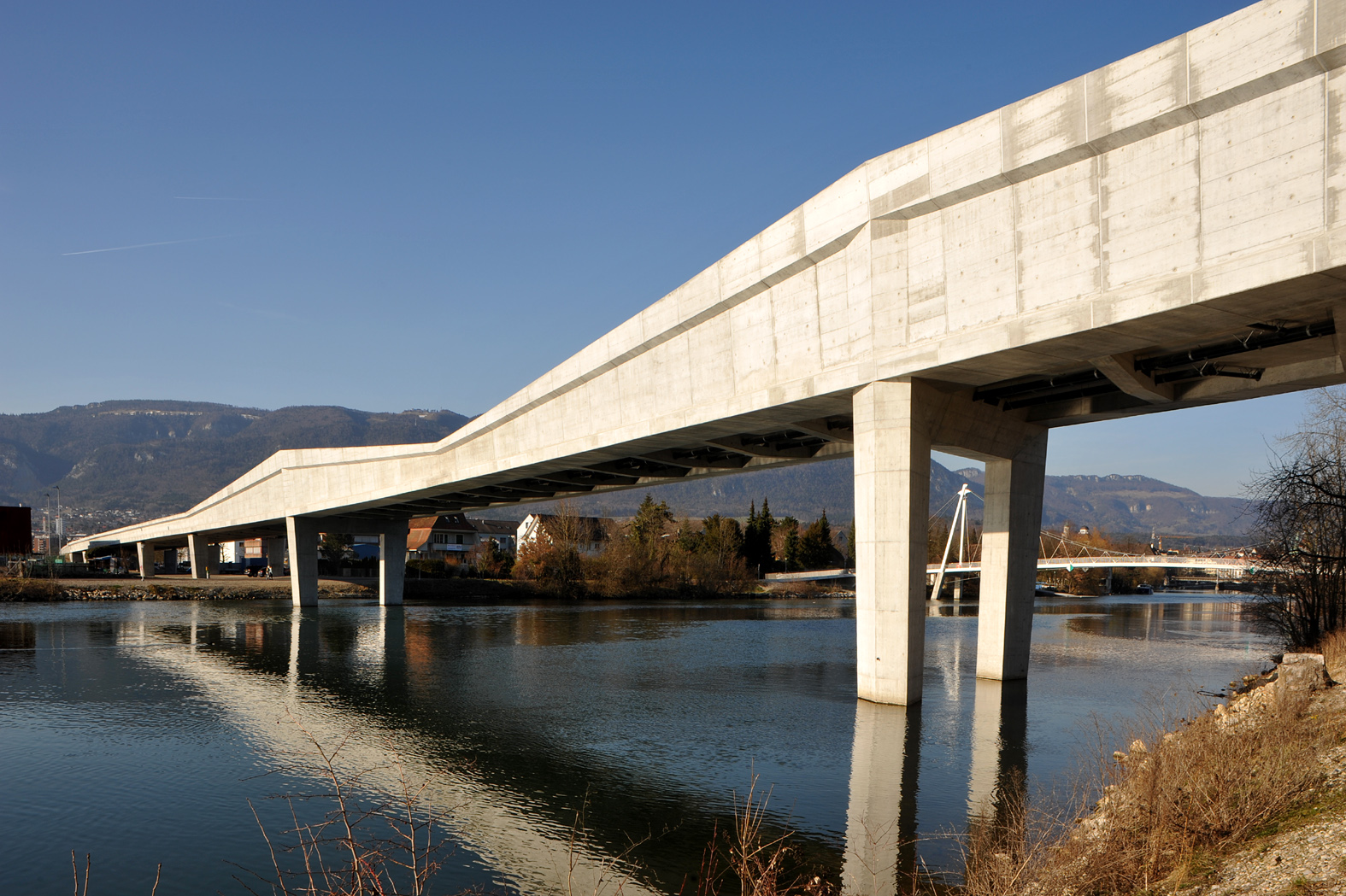
Aarebrücke der Westumfahrung, die am 8. August 2008 eröffnet wurde

Seit der Fertigstellung der Autobahn-Teilstrecke A5 zwischen Solothurn und Biel gibt es drei Ausfahrten (zwei Voll- und einen Halbanschluss) zur Stadt Solothurn.

#### Flugverkehr
Der nächstgelegene Flugplatz befindet sich in Grenchen, wobei dieser vor allem von Hobbyfliegern, Fallschirmspringern, Airtaxis und anderen Privaten verwendet wird. Linienflüge finden keine statt. Die Flughäfen Bern-Belp, EuroAirport Basel Mulhouse Freiburg und Zürich sind mit der Eisenbahn in 75–100 Minuten zu erreichen.

### Bildung
In Solothurn gibt es ein umfangreiches Bildungsangebot. In sieben städtischen Schulen werden alle Stufen der obligatorischen Volksschule unterrichtet. Daneben gibt es eine Heilpädagogische Sonderschule, ein Sprachheil-Ambulatorium und eine Musikschule. Unter den Privatschulen sind besonders die Rudolf-Steiner-Schule und Solotutti Zentrum für Musik bekannt.
In der Stadt befindet sich ebenfalls die Kantonsschule Solothurn. Weitere Schulen von Bedeutung sind die Kaufmännische Berufsschule, die Gewerblich-Industrielle Berufsfachschule (GIBS), die Pädagogische Hochschule der FHNW (gehört seit 2006 zur Fachhochschule Nordwestschweiz), das kantonale Bildungszentrum Gesundheit und Soziales (BZ-GS) sowie die Volkshochschule.

### Gesundheitswesen

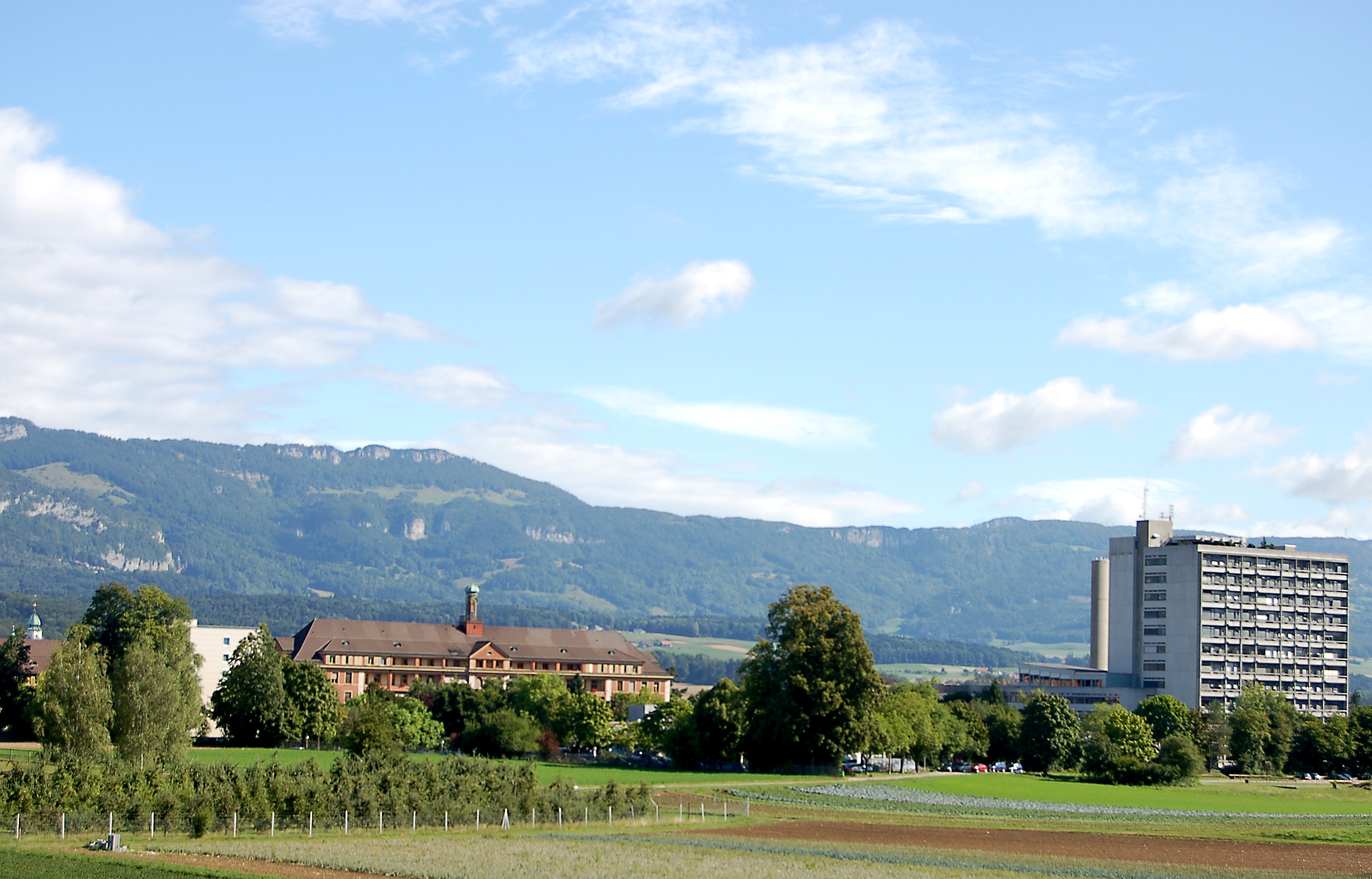
Blick auf altes (links) und neueres (rechts) Spitalgebäude

Ein «Stadtbad» bestand bereits 1365. Die medizinische Versorgung von Pferden oblag dem roßartzat, womit in Solothurn der Schmied bezeichnet wurde, der die kranken Rosse zur Ader liess. Solothurn besitzt als Hauptspital das auf eine Gründung im 15. Jahrhundert zurückgehende Bürgerspital. Für Stadt und Kanton hat das Bürgerspital Solothurn die Funktion eines Spitals mit erweiterter Grundversorgung. 1'200 Angestellte arbeiten in Notfallstation, Intensivpflegestation, allen medizinischen Disziplinen, die zur Erfüllung des Leistungsauftrages eines Zentrumsspitals gehören sowie in verschiedenen Ambulatorien. Das Bürgerspital ist seit 2005 komplett rauchfrei. Es besitzt zudem ein Blutspende-Zentrum.
Bis 1967 war die Bürgergemeinde der Stadt Solothurn Trägerin des Spitals, daher der Name Bürgerspital. Seither beteiligt sich auch der Kanton Solothurn an der Trägerschaft. Heute dient das moderne Bürgerspital mit seinen rund 300 Betten als Zentrumsspital für den oberen Kantonsteil. Das Einzugsgebiet umfasst rund 80'000 Einwohner. Das Spital wird seit 2006 von der Solothurner Spitäler AG betrieben.
Zudem gibt es die Privatklinik Obach. Man zählt alles in allem deutlich über 100 Arztpraxen in der Stadt, wobei es sich teils um Gemeinschaftspraxen handelt. Diese überdurchschnittliche Kumulation erklärt sich aus der zentralörtlichen Funktion eines Hauptortes.

## Kultur
Solothurn ist ein regionales Kulturzentrum, das mit seinen jährlichen Veranstaltungen, wie den Solothurner Film- und Literaturtagen, aber auch von nationaler Bedeutung ist. Zahlreiche Institutionen wie das Stadttheater, die Kulturfabrik Kofmehl, das Kulturzentrum Altes Spital, das Museum Altes Zeughaus, das Schloss Waldegg, das Naturmuseum Solothurn, das Kunstmuseum Solothurn (Cézanne, Matisse, Renoir, Klimt, Holbein, alle in Einzelwerken; Hodler, Amiet etc.), das Historische Museum Blumenstein und das Kosciuszko-Museum, das an den 1817 in Solothurn verstorbenen polnischen Nationalhelden Tadeusz Kościuszko erinnert, haben ein weitreichendes Kulturangebot. Die Stadt Solothurn ist zusammen mit dem Kanton und der Gesamtheit der Agglomerations-Gemeinden Trägerin der Stiftung Zentralbibliothek Solothurn. In Solothurn gibt es ferner auch das Stadtorchester Solothurn.

### Veranstaltungen
Während des ganzen Jahres finden in der Stadt einige Events statt. Die bekanntesten sind die Solothurner Filmtage, die Solothurner Literaturtage, die Solothurner Biertage, Solothurn Classics (ehem. Classic Openair) und die Fasnacht. Jeweils Anfang Dezember findet in der Altstadt der Solothurner Chlausemäret (Nikolausmarkt) statt.

### Kulinarische Spezialitäten

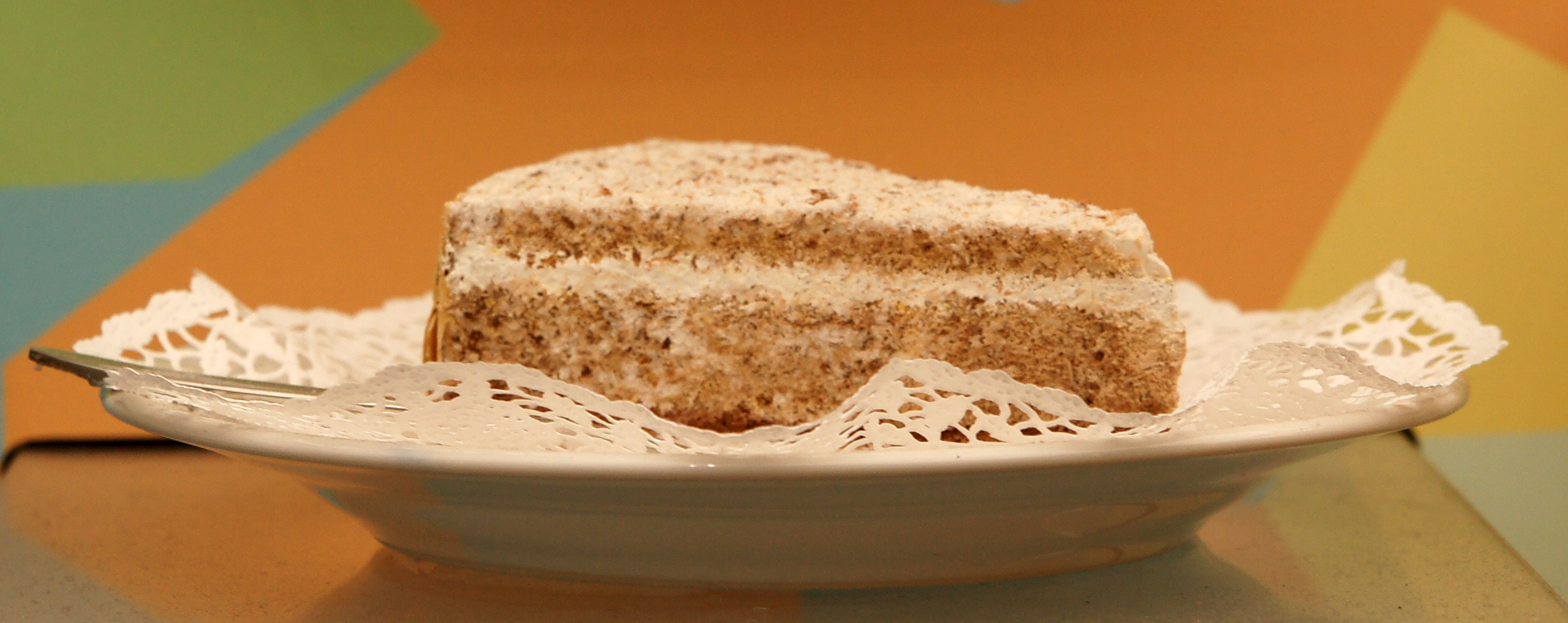
Die «Solothurner Torte»

Als kulinarische Spezialität der Stadt Solothurn gilt die «Solothurner Torte», zubereitet aus gemahlenen Haselnüssen, Biskuit, Meringue und Rahm. Die Confiserie Suter in der Altstadt stellt diese traditionelle Spezialität seit 1915 her. Die Originalbezeichnung lautet: «Solothurner Kuchen». Unter diesem Namen (oder neuerdings auch als «Torte») ist das Gebäck in zahlreichen Confiserien und Bäckereien des Kantons Solothurn, aber auch beim Grossverteiler Coop erhältlich. Eine weitere traditionelle Spezialität ist das Soledurner Wysüppli oder Solothurner Weinsüppchen, das mit Bouillon und Weisswein zubereitet wird.

### Die «Solothurnerzahl» 11

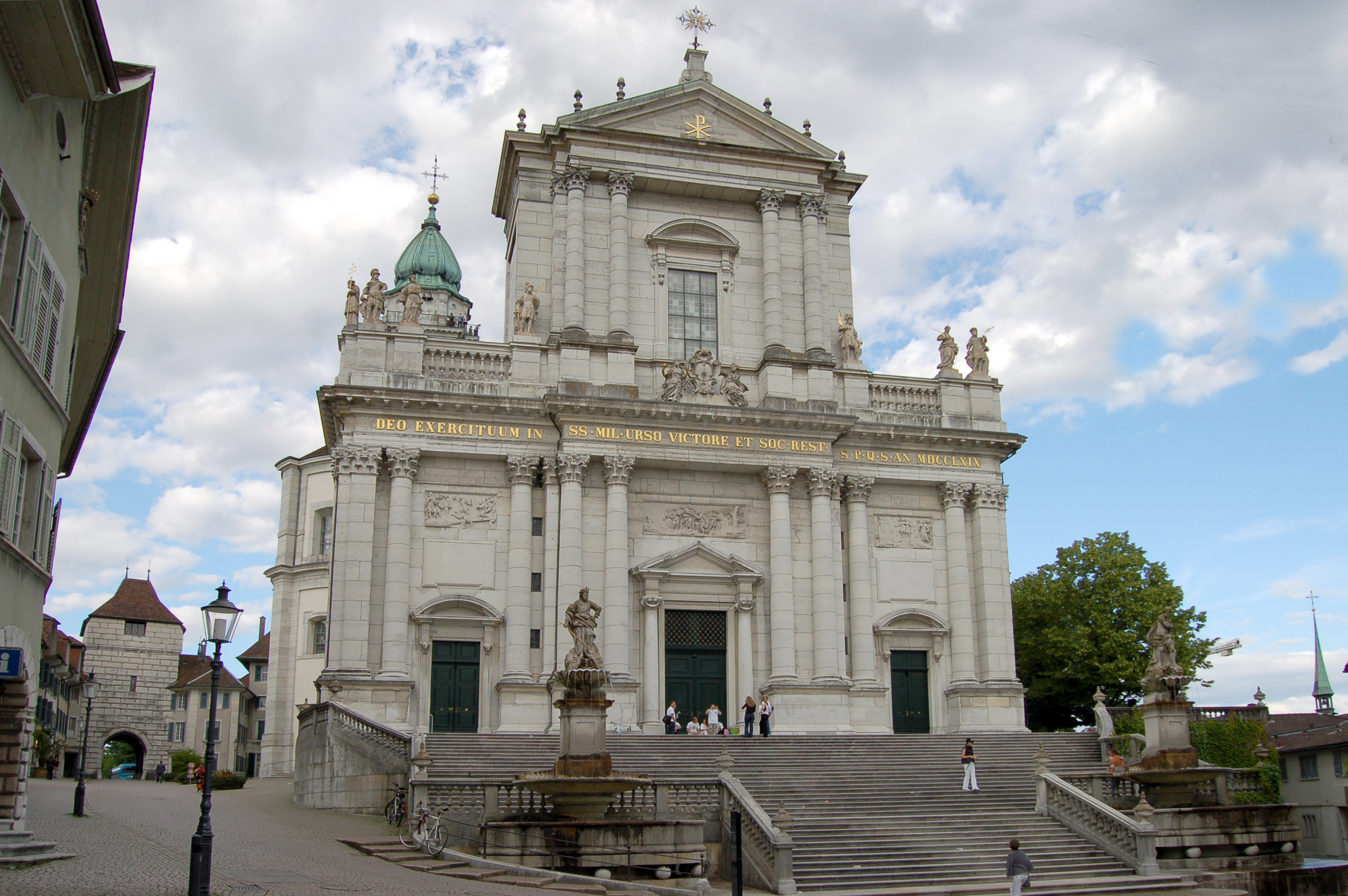
Die St. Ursenkathedrale mit der 11er-Stufenserie

Solothurn hat eine spezielle Beziehung zu der Zahl Elf, deren Ursprung möglicherweise bis ins Mittelalter zurückreicht. Der Grund für diese Vorliebe liegt allerdings im Dunkeln. Die Bürgerschaft der Stadt war in elf Zünften organisiert, und bereits der erste Rat, den die Solothurner stellen durften, zählte elf Mitglieder. Nachdem immer mehr solche 11er-Beziehungen zum Vorschein getreten waren, begannen die Solothurner diese Zahl bewusst zu pflegen.
So verfügt das Wahrzeichen der Stadt, die St. Ursenkathedrale, über elf Altäre und elf Glocken. Zu ihr hinauf führt eine Treppe mit jeweils elf Stufen pro Abschnitt. Und die vom Haupteingang aus gezählt elfte, schwarz gestrichene, quadratische Bodenplatte im Hauptschiff bezeichnet die einzige Stelle in der Kirche, von der aus alle elf Altäre bzw. Teile davon gleichzeitig zu sehen sind. Die barocke Stadtbefestigung besass vor ihrem Teilabbruch elf Bastionen. Im Weiteren hat die Stadt eine «Solothurner Uhr», die nur elf Stunden hat. Das im Naturmuseum hängende Foucault-Pendel, welches die Erddrehung anzeigt, dreht sich ebenfalls relativ zum Erdboden um elf Grad pro Stunde.
Eine lokale Brauerei heisst Öufi Bier (solothurnisches Schweizerdeutsch für Elf) und produziert ein gleichnamiges Bier. Das «Solothurner Bataillon» der Schweizer Armee (Infanterie-Bataillon 11) trägt ebenfalls die Zahl 11. Dieses ging 2004 aus dem Infanterie-Regiment 11 hervor, welches ebenfalls dem Kanton Solothurn zugewiesen war.
Zu den überprüfbaren 11er-Beziehungen gesellen sich viele Mythen:
- Solothurn ist nicht der elfte Kanton der Alten Eidgenossenschaft, sondern der zehnte.[49]
- Weiter gab und gibt es weit mehr als elf Brunnen und elf Kirchen und Kapellen auf Stadtgebiet.
- Die mittelalterliche Stadtbefestigung besass einst deutlich mehr als elf Türme, dafür gab es nie mehr als sieben Stadttore.[50]
- Der Turm der St. Ursenkathedrale ist zwar 66 Meter hoch, dabei kann es sich jedoch nicht um bewusst geplante «6x11 Meter» handeln, wie in touristischen Texten oft zu lesen, da das metrische System mit dem Meter als Längenmass zur Bauzeit der Kathedrale noch gar nicht existierte.

### Fasnacht

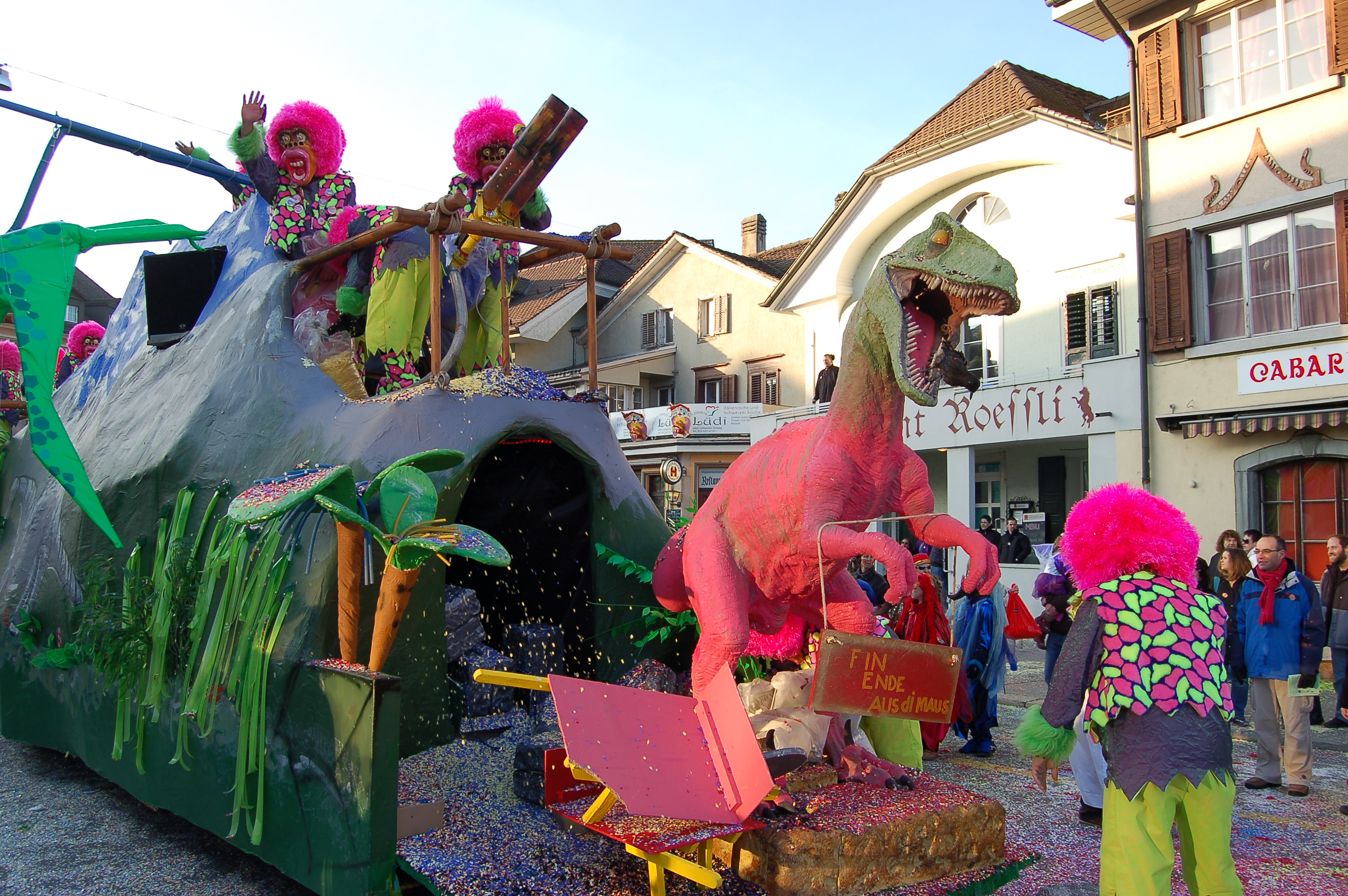
Der Fasnachtsumzug von 2008 in der Vorstadt

Die Solothurner Fasnacht beginnt nicht wie andernorts am 11.11. (Martinstag), sondern stets am 13. Januar, dem Hilari-Tag. Ab diesem Tag heisst Solothurn «Honolulu» und die Rathausgasse «Eselsgasse». Die Fasnachtswoche selbst ist die letzte Woche vor der Fastenzeit und wird von der Narrenzunft Honolulu organisiert. Der Auftakt ist also am «Schmutzigen Donnerstag». Morgens um 5.00 Uhr wird auf dem Friedhofplatz das Startsignal zur «Chesslete» gegeben und die Altstadt in der Folge mit den Klängen von allerlei Lärmwerkzeug erfüllt. Als Tenue wird weisses Nachthemd, weisse Zipfelmütze und rotes Halstuch getragen. Weitere Höhepunkte sind der Kinderumzug sowie zwei weitere Fasnachtsumzüge am folgenden Sonntag und Dienstag. Die Solothurner Fasnacht endet mit dem Zapfenstreich. Hier werden zwei Blöcke erstellt. Jeder Block wird von Tambouren vom Tamboureverein Solothurn angeführt und von «Guggenmusiken» begleitet, dabei wird «I ma nüm» (Ich kann nicht mehr) gesungen und Tausende von Fasnächtlern hüpfen in einem langen Zug um die Stadt. Anschliessend wird das fasnächtliche Treiben mit dem traditionellen Verbrennen des «Bööggs» am Aschermittwoch endgültig beendet.

### «Être chargé pour Soleure»
Dieser französische Ausspruch («für Solothurn geladen haben»), der in der Romandie weit verbreitet ist und einen Zustand starker Trunkenheit beschreibt, hat seinen Ursprung in der Tatsache, dass Solothurn in der alten Eidgenossenschaft Sitz des französischen Botschafters war («Ambassadorenstadt»). Dies führte zu einem hohen Verbrauch an Wein, welcher hauptsächlich aus den Weinbergen des Lavaux bezogen wurde. Der Transport erfolgte auf dem Wasserweg über den Canal d’Entreroches. Die Schiffer vergriffen sich dabei während der Fahrt des Öfteren an ihrer Ladung und kamen daher betrunken in Solothurn an (wo sie ihre Fracht beim ehemaligen und ab 1722 heutigen Landhaus entluden).

### Genossenschaftskultur
In Solothurn befindet sich seit 1973 die älteste selbstverwaltete Beiz (Restaurant) der Schweiz, die Genossenschaft Kreuz. Auch andere genossenschaftlich orientierte Betriebe prägen auf besondere Weise das Flair der Stadt. So haben sich z. B. ebenfalls in den 1970er-Jahren regionale Künstler zusammengefunden und in Form eines Trägervereins das Künstlerhaus S11 gegründet, mit Galerie und anderen gemeinsamen Aktivitäten. Auch das Hotel-Restaurant Baseltor ist genossenschaftlich organisiert.

### Sehenswürdigkeiten

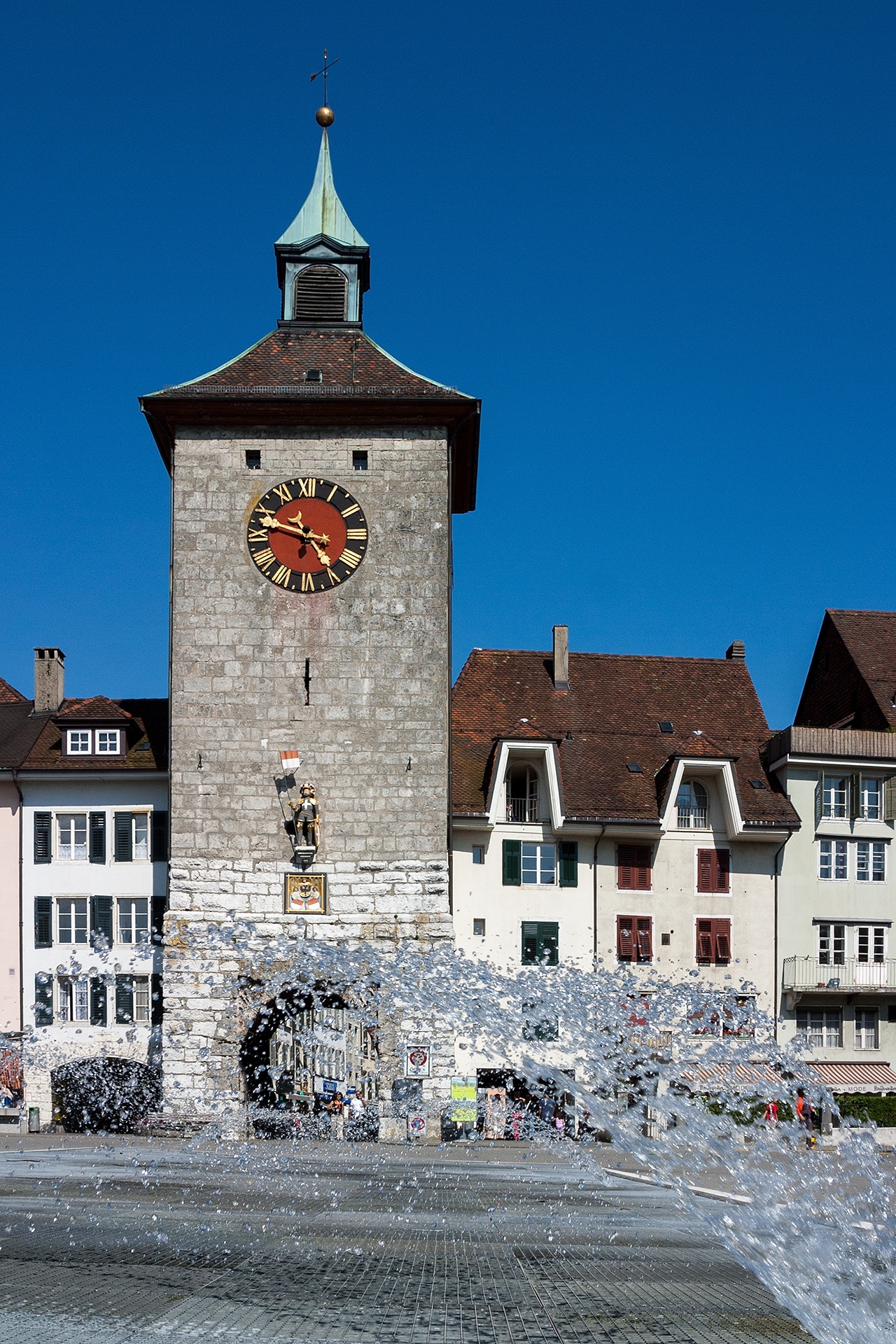
Das Bieltor am Amthausplatz

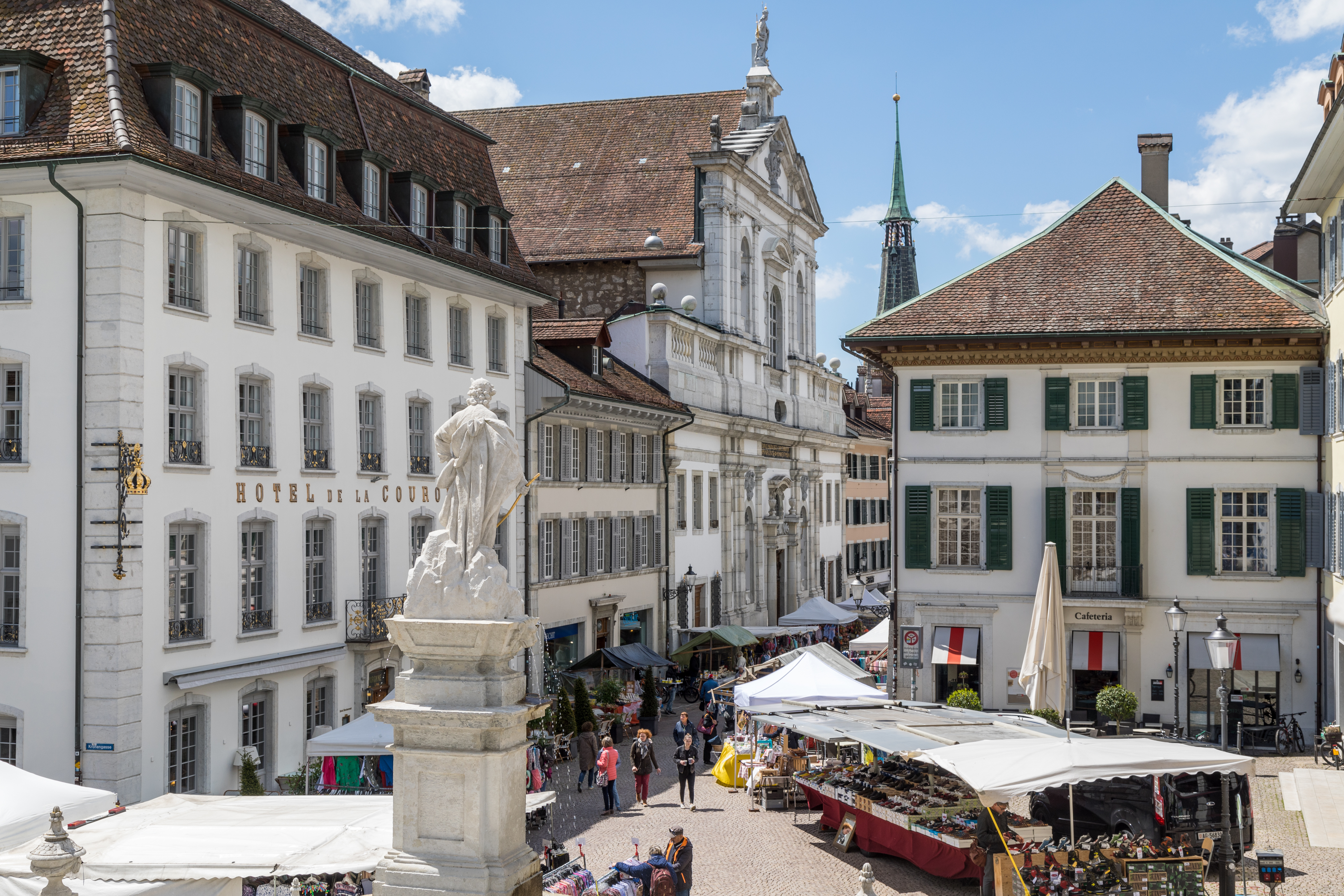
Hauptgasse mit Marktständen, Hotel Krone und Jesuitenkirche

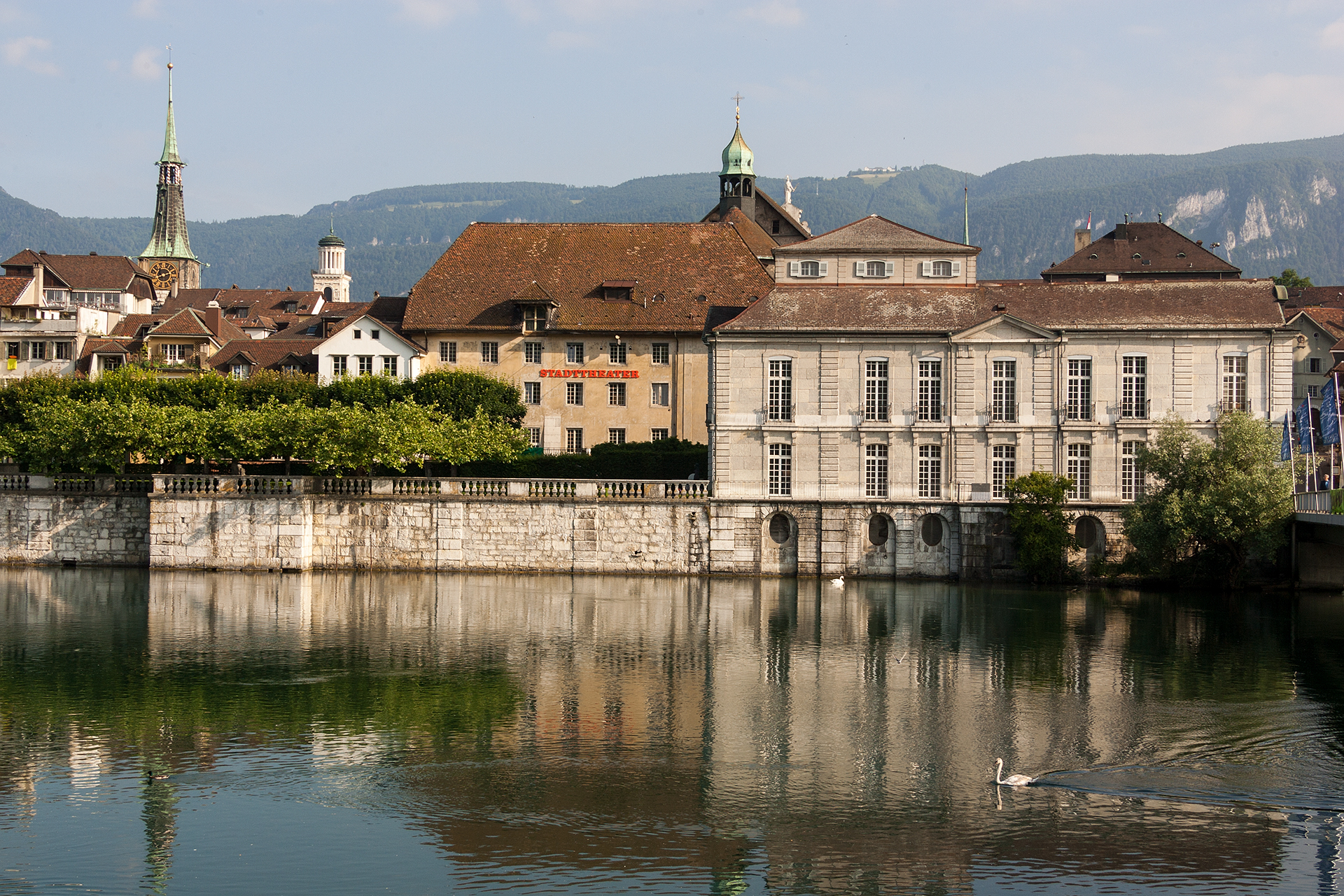
Palais Besenval, erstes Hôtel particulier der Schweiz

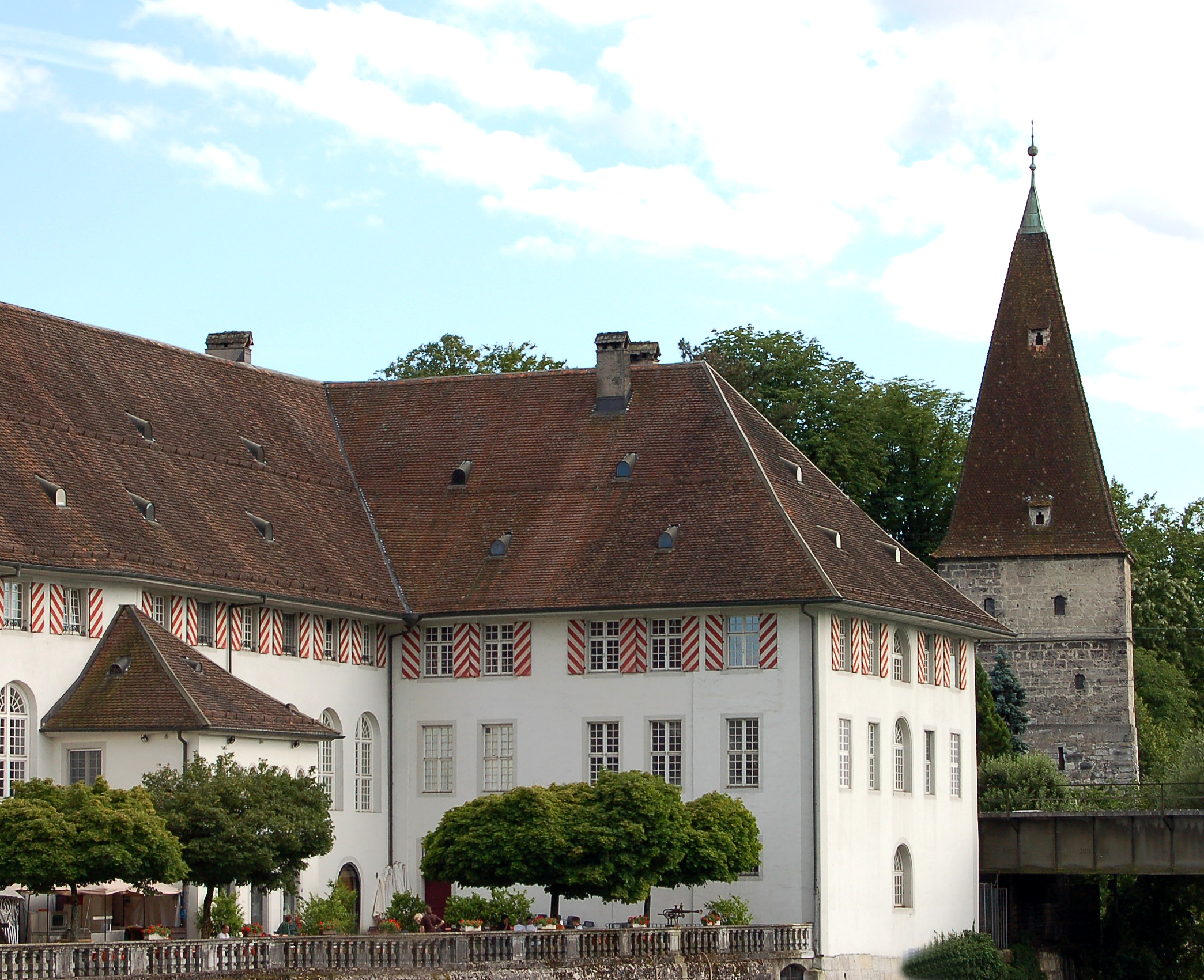
Das Alte Spital und der Krummturm

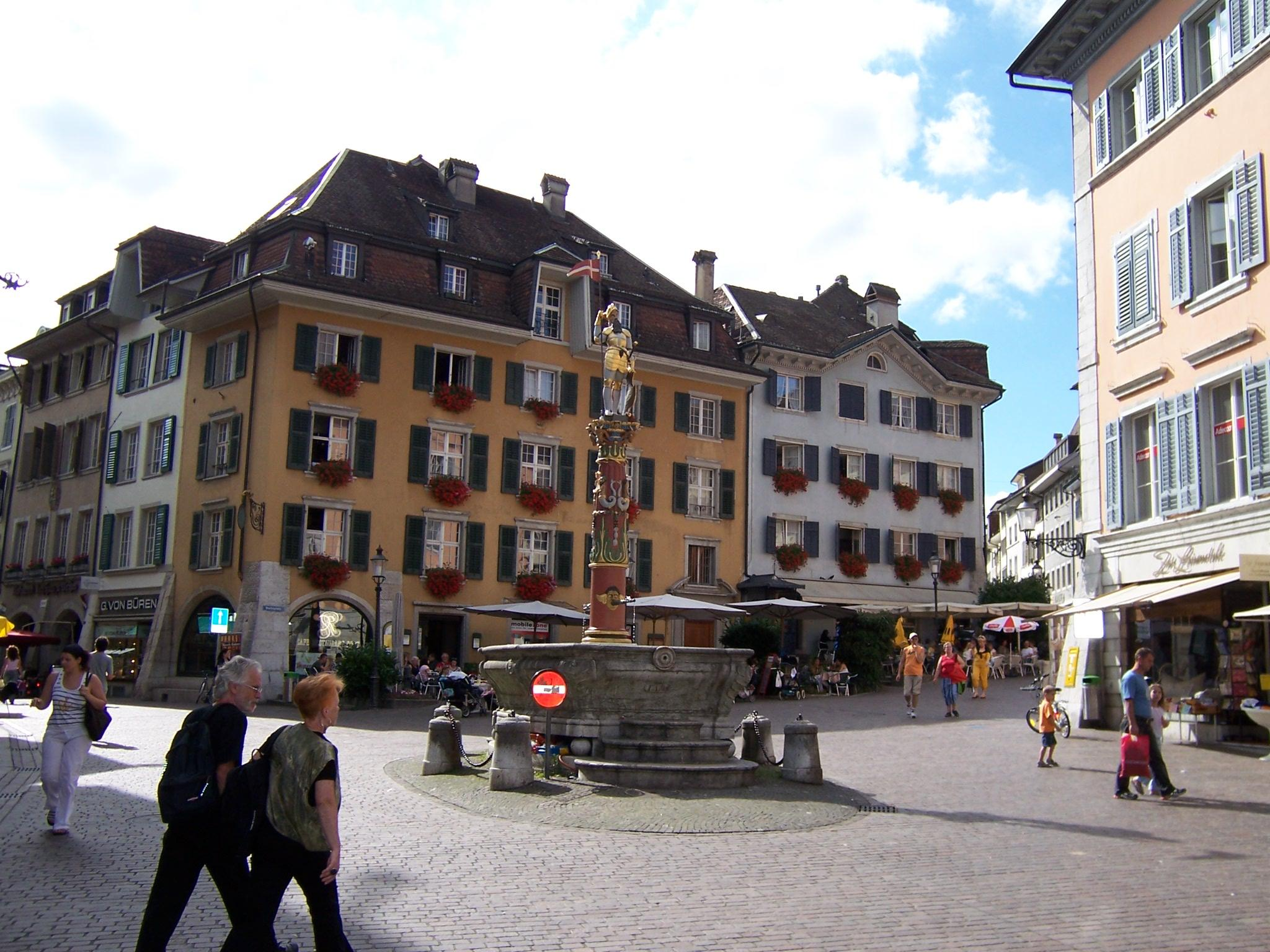
Der Marktplatz

Baseltor mit St. Ursen Kathedrale im Hintergrund, 1909

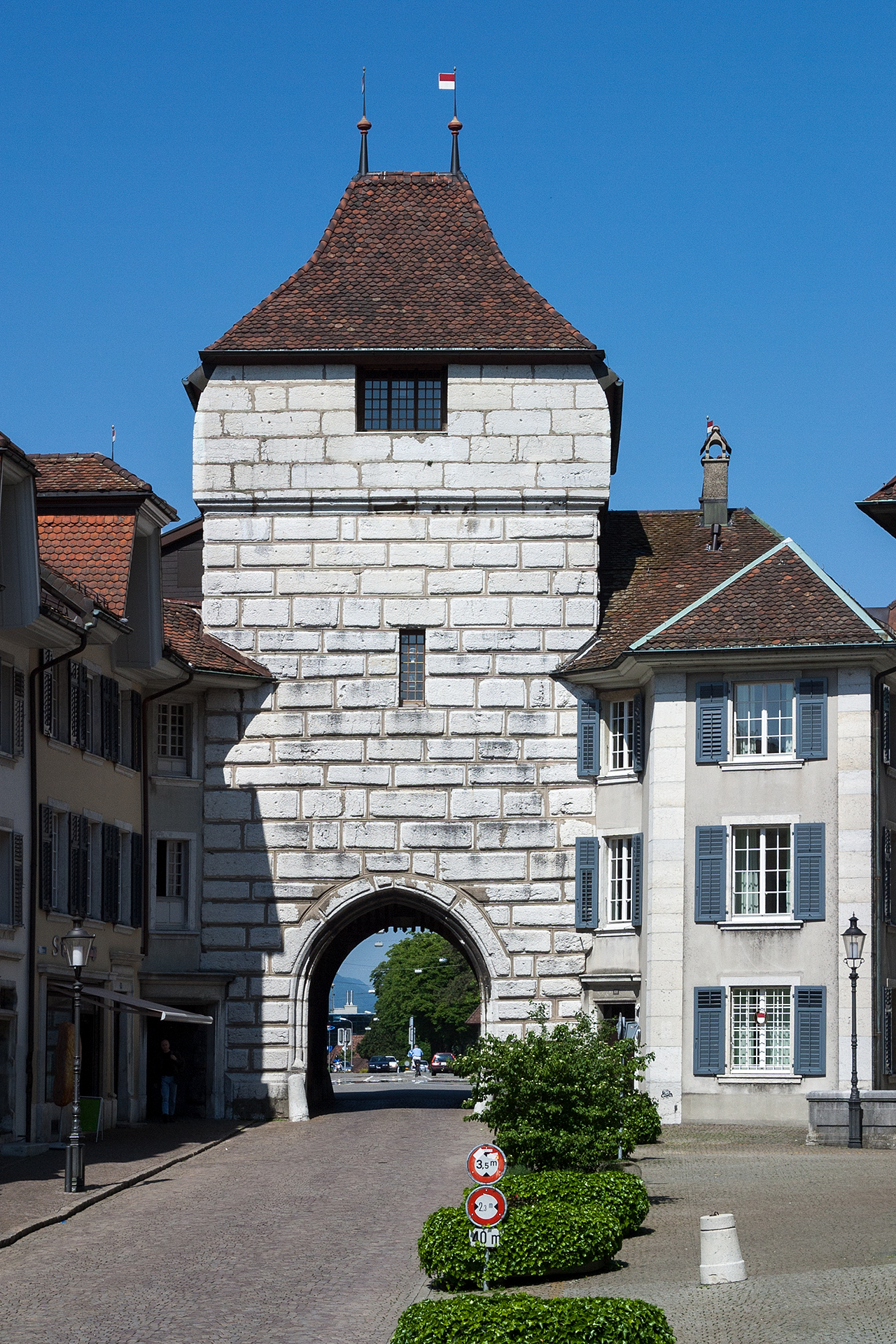
Baseltor

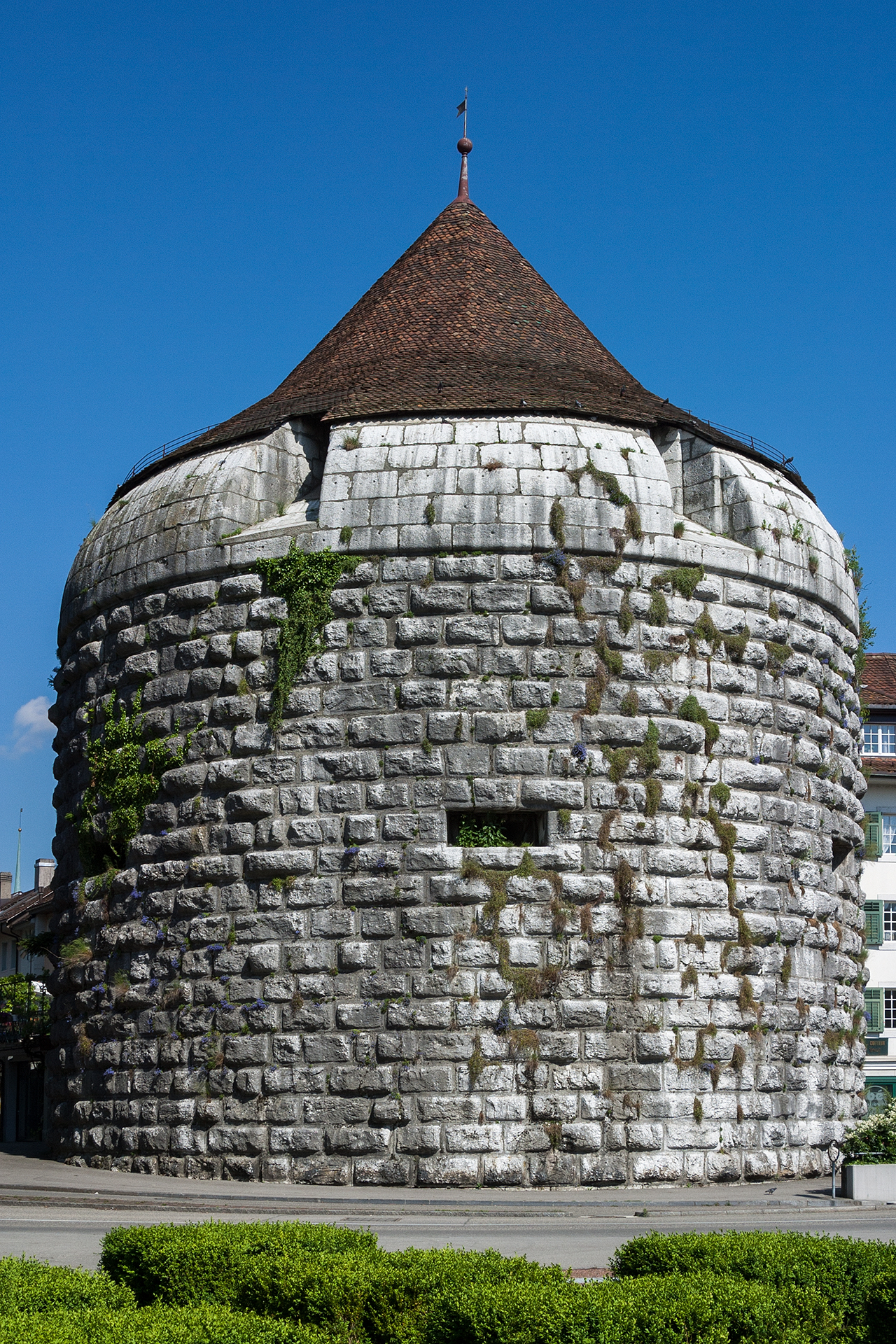
Buristurm

Zu den Sehenswürdigkeiten von Solothurn gehört die malerische Altstadt mit ihren Zunfthäusern und Figurenbrunnen, darin besonders:
- Der Zeitglockenturm, erbaut teilweise in der ersten Hälfte des 12. Jahrhunderts, das älteste Bauwerk der Stadt. Das Turmuhrwerk wurde von Laurentius Liechti um 1545 angefertigt. Neben und unter der überdachte Schlaguhr stehen farbig gefasste Figuren mit Totentanzcharakter, die sich mit dem Schlagwerk der Uhr bewegen, und zwar Ritter, König und Tod. Ritter und König sind in den Wappenfarben von Solothurn gekleidet; die Befiederung des Todespfeils ist ebenfalls in Rot und Silber gehalten.[51]
- Das Bieltor mit dem Buristurm sowie das Baseltor mit der Riedholzschanze und dem Riedholzturm, die zusammen mit der Krummturmschanze von der einstigen wuchtigen Festungsanlage zeugen.
- Das Rathaus, von einem Kernteil aus dem 13. Jahrhundert ausgehend bis ins 19. Jahrhundert stetig aus- und umgebaut.
- Die St. Ursenkathedrale, ein 1773 vollendeter barock-klassizistischer Bau
- Die barocke Jesuitenkirche (erbaut 1680–1689)
- Die spätmittelalterliche Franziskanerkirche (erbaut 1426 bis 1436)
- Die Sankt Peterskapelle[52]
- Die Marienkirche in Allmendstrasse[53]
- Ein Restteil der mittelalterlichen Festungsmauer an der Nordseite des Riedholzplatzes. Die übrigen Teil-Befestigungen (Schanzen) sind neuer, aus dem 17. Jahrhundert. An der Löwengasse gibt es zudem noch einen stattlichen Mauerrest des vor rund 1700 Jahren entstandenen Römer-Castrums, das ein Areal deutlich kleiner als die heutige mittelalterliche Altstadt umfasste.
- Die 1363 erstmals urkundlich erwähnte Schmiedengasse, wo Eisen geschmiedet wurde sowie die Nictumgasse, das Gebiet der früheren St. Ursen-Chorherren.
- Das teilweise 1722 erbaute Landhaus
- In der fast verkehrsfreien Vorstadt das Alte Spital und der Krummturm
- Verschiedene Brunnen, darunter der Schmiedengassbrunnen und der Gerberngassbrunnen.

Museen:
- Das Museum Altes Zeughaus (erbaut 1609–1614) mit der grössten Harnischsammlung Europas.
- Das Kunstmuseum Solothurn
- Das Historische Museum Blumenstein
- Das Naturmuseum Solothurn
- Das Kabinett für sentimentale Trivialliteratur (www.trivialliteratur.ch)

1980 erhielt die Stadt den Wakkerpreis des Schweizer Heimatschutzes zugesprochen.
In der Stadt existieren zahlreiche kirchliche Bauten. Die wohl wichtigste und bekannteste ist die römisch-katholische St. Ursenkathedrale, die 1773 vollendet wurde. Seit 1828 hat das Bistum Basel hier seinen Sitz. So ist die Stadt zugleich römisch-katholisches Zentrum der Westschweizer Kantone Solothurn, Bern, Jura, beider Basel, Aargau, Luzern und Zug. Weitere christliche Bauten sind die Kirchen der reformierten Gemeinde, der christkatholischen Gemeinde (Franziskanerkirche), der evangelisch-methodistischen Gemeinde, der Heilsarmee, der Vineyard-Gemeinschaft und der BewegungPlus-Gemeinschaft. Die Fatih-Moschee der Islamischen Glaubensgemeinschaft ist ein weiteres religiöses Gebäude und befindet sich südlich des Hauptbahnhofes. Bis 1983 existierte zudem ein Betsaal der jüdischen Glaubensgemeinschaft in der nördlichen Solothurner Altstadt.
In unmittelbarer Nähe befinden sich die Verenaschlucht mit der Einsiedelei und das Schloss Waldegg.
Von 2011 bis 2023 war in Solothurn auch das Computermuseum ENTER beheimatet, welches Ende 2023 unter dem neuen Namen Enter Technikwelt Solothurn nach Derendingen umgezogen ist.

## Sport

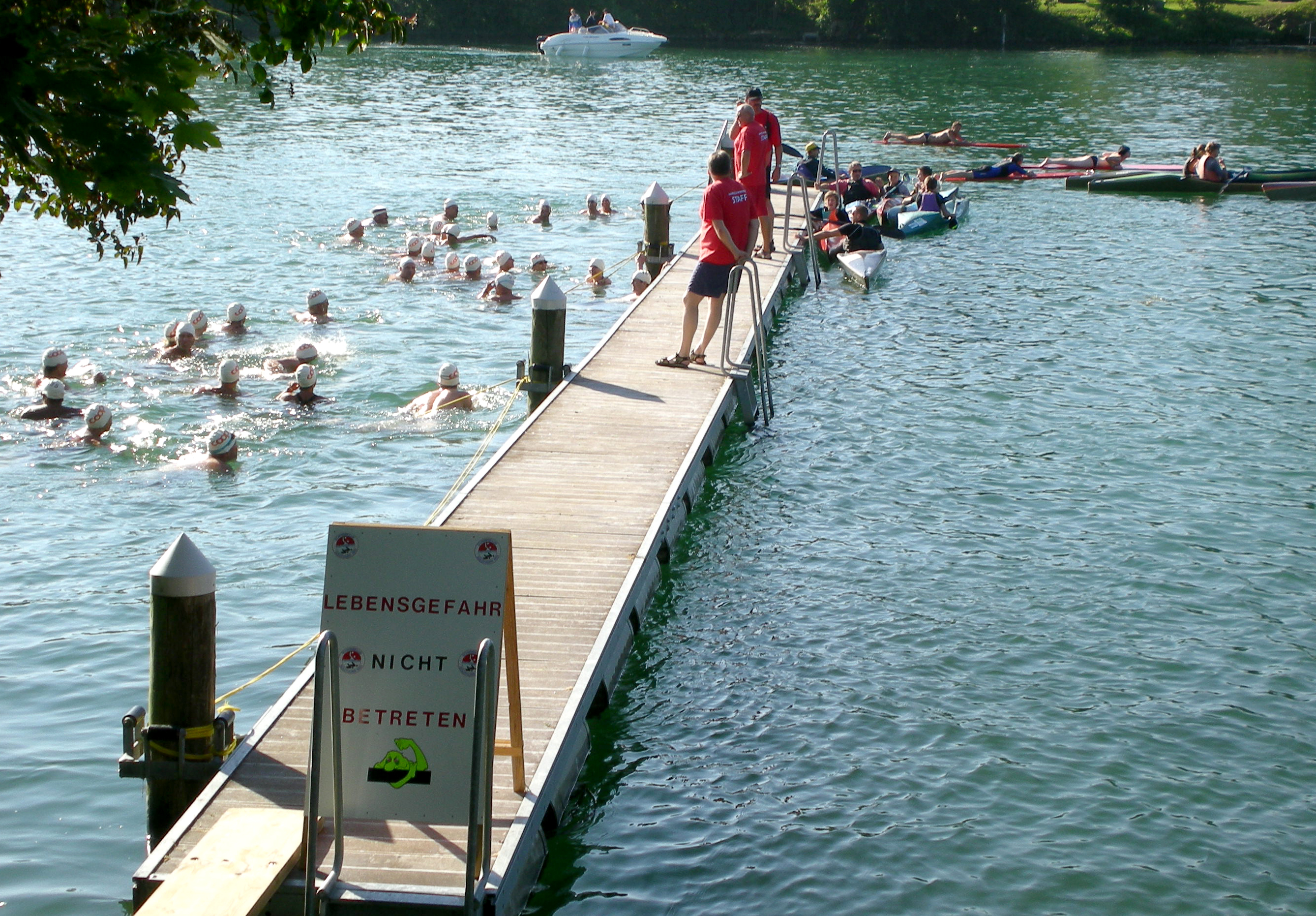
Start Aareschwimmen

Die Stadt Solothurn bietet eine Vielzahl von Ausflügen und Sportmöglichkeiten. So kann man auf dem Hausberg Weissenstein den Planetenweg erkunden oder die Aare mit einem Aareschiff der Bielersee-Schifffahrts-Gesellschaft bereisen. Mehrere Sport-Grossanlässe finden jährlich in Solothurn statt, so z. B. das Aareschwimmen und der swisswalking event. Zudem gibt es in Solothurn den Fussballclub FC Solothurn und einen Rugby-Club (Rugby Club Solothurn), welcher in der Nationalliga C des Schweizer Rugbyverbandes spielt.

## Persönlichkeiten

### Bis 1900
- Ursus († um 303), Schutzpatron der Stadt
- Niklaus Konrad (um 1460–1520), Solothurner Schultheiss
- Urs Graf der Ältere (1485/90–1529), Kupferstecher
- Barbara von Roll, verheiratete von Luternau (1502–1571), Heilkundige und Wohltätige
- Urs Schwaller (um 1510–1562), Solothurner Schultheiss und Offizier in französischen Diensten
- Urs Sury der Ältere (um 1510–1569), Solothurner Schultheiss und Landvogt
- Urs Sury der Jüngere (um 1528–1593), Solothurner Schultheiss und Landvogt
- Stephan Schwaller (um 1535–1595), Solothurner Schultheiss und Gesandter
- Peter Sury der Ältere (um 1557–1620), Solothurner Schultheiss und Gesandter
- Gregorius Sickinger (1558–1631), Künstler
- Johannes Wilhelm Gotthart (1592–1649), Geistlicher, Kontroverstheologe, Lehrer und Schriftsteller
- Benedikt Hugi (getauft 10. Dezember 1593–1639), Solothurner Stadtschreiber und Offizier
- Maria Catharina Buri (1600–1664), Frau Mutter der Kapuzinerinnen im Kloster St. Maria der Engel in Wattwil
- Maria Scholastika von Staal (1608–1659), Äbtissin aus dem Solothurner Geschlecht vom Staal
- Georg Gotthart († 1619), Eisenkrämer, Zunftmeister und Dichter (Verfasser von drei Theaterstücken)
- Anton Kiefer (1627–1672), Benediktinermönch, Komponist, Organist, Prior und Bibliothekar des Klosters Mariastein
- Johann König (1639–1691), Orgelbauer
- Johann Wolfgang Frölicher (1652–1700), Architekt und Bildhauer
- Maurus von Roll (1653–1714), der 43. Abt von Einsiedeln
- Johann Rudolf Byss (1660–1738), Maler
- Johann Georg König (1664–1736), katholischer Geistlicher und Gymnasiallehrer
- Johann Georg Josef Schwaller (1671/72–1738), Stadtphysicus in Basel, Mitglied der Gelehrtenakademie Leopoldina
- Georg Gsell (1673–1740), Maler
- Franz Viktor Augustin von Roll von Emmenholz (1700–1773), Politiker
- Gaetano Matteo Pisoni (1713–1782), Architekt
- Franz Jakob Hermann (1717–1786), Geistlicher, Bibliothekar und Heimatforscher
- Paolo Pisoni (* 7. November 1738 in Ascona; † 7. November 1804 in Solothurn), Architekt in Solothurn, Kriegstetten und Basel[54]
- Josef Hermenegild Arregger von Wildensteg (1746–1834), Politiker
- Tadeusz Kościuszko (1746–1817), polnischer Nationalheld; lebte in Solothurn im Exil
- Viktor Franz Anton Glutz-Ruchti (1747–1824), Weihbischof
- Urs Viktor Oberlin (1747–1818), Politiker
- Karl Ambros Glutz-Ruchti (1748–1825), Abt im Kloster St. Urban
- Josef Anton Gerber (1749–1821), Politiker
- Augustin Keller (1754–nach 1799), einer der Oberbefehlshaber der Armee der Helvetischen Republik
- Friedrich Pfluger (1772–1848), Abt
- Alois Vock (1785–1857), Domdekan des Bistums Basel, Pädagoge und Historiker
- Robert Glutz von Blotzheim (1786–1818), Schriftsteller
- Konrad Josef Glutz von Blotzheim (1789–1857), Geistlicher
- Amanz Dürholz (1791–1866), Politiker
- Leonz Gugger (1791–1864), Politiker
- Charles Sealsfield (1793–1864), österreichisch-amerikanischer Schriftsteller
- Karl Arnold-Obrist (1796–1862), Bischof von Basel
- Johann Bonaventura Cartier (1800–1858), Politiker
- Théodore Fix (1800–1846), Nationalökonom
- Johann Friedrich Dietler (1804–1874), Maler und Zeichner
- Joseph Anton Dollmayr (1804–1840), Professor an der Kantonalschule
- Peter Jakob Felber (1805–1872), Mediziner, Journalist und Politiker
- Karl Kaspar Keiser (1805–1878), Regens des Priesterseminars und Professor der Theologie
- Niklaus Kaiser (1806–1869), Oberförster und Politiker
- Franz Brunner (1807–1868), Bankier und Politiker
- Franz Krutter (1807–1873), Schriftsteller, Jurist und Politiker
- Franz Joseph Amatus Gassmann (1812–1884), Buchdrucker, Buchhändler, Zeitungsgründer und Redaktor
- Alfred Hartmann (1814–1897), Schriftsteller
- Urs Viktor Vigier (1814–1879), Jurist und Politiker
- Joseph Pfluger (1819–1894), Bildhauer, Stuckateur und Kunstpädagoge
- Anna Martignoni (1820–1873), Malerin[55]
- Bonaventura Baumgartner (1822–1884), Lehrer, Beamter und Politiker
- Wilhelm Vigier (1823–1886), liberaler Politiker
- Wilhelm Josef Tugginer (1824–1897), Architekt und Ingenieur
- Amanz Kaspar Affolter (1825–1861), Jurist und liberaler Politiker
- Franz Allemann (1838–1905), Bauingenieur
- Otto Frölicher (1840–1890), Kunstmaler
- Leo Weber (1841–1935), Jurist, Bundesbeamter, Politiker und Nationalrat
- Conradin Zschokke (1842–1918), Bauingenieur
- Oskar Munzinger (1849–1932), Jurist, Zeitungsredakteur und liberaler Politiker
- Ernst von Sury (1850–1895), Neurologe und Rechtsmediziner
- Rudolf von Arx (1851–1938), Lehrer, Jurist und Politiker
- Eugen Dietschi-Kunz (1861–1951), Buchdrucker und Burgenkundler
- Amanda Tröndle-Engel (1861–1956), Künstlerin und Kunstpädagogin
- Friedrich Affolter (1862–1923), deutscher Jurist und Hochschullehrer
- Karl Cramer (1862–1937), deutscher Orthopäde und Professor für Orthopädie
- Max Leu (1862–1899), Bildhauer
- Oscar Miller (1862–1934), Kunstsammler und -mäzen, Direktor der Papierfabrik Biberist
- Friedrich Stuber (1864–1945), Lehrer, Gefängnisdirektor und Politiker
- Max Studer (1865–1947), Jurist und Politiker (FDP)
- Friedrich Schwendimann (1867–1947), Dompropst der St. Ursenkathedrale und Kirchenhistoriker
- Cuno Amiet (1868–1961), Kunstmaler und Bildhauer
- Werner Kaiser (1868–1926), Jurist und Politiker
- Casimir Meister (1869–1941), Musikdirektor und Komponist
- Robert Schöpfer (1869–1941), Jurist, Notar und Politiker (FDP)
- Hans Affolter (1870–1936), Jurist und Politiker (SP)
- Hermann Peter (1871–1930), Bildhauer und Medailleur
- Fritz Käch (1877–1905), Bildhauer und Plastiker
- Alfred Rudolf (1877–1955), Jurist und Politiker
- Hadwig von Arx (1881–1970), Bezirkslehrerin und Schriftstellerin
- Oskar Tröndle (1883–1945), Grafiker und Maler
- Leo Berger (1885–1983), Bildhauer
- Friedrich Schneider (1886–1966), Politiker, Nationalrat
- Oskar Stampfli (1886–1973), Lehrer und Politiker
- Josef Müller (1887–1977), Kunstsammler und Konservator
- Gertrud Dübi-Müller (1888–1980), Fotografin, Kunstsammlerin und Mäzenin
- Carl Robert Enzmann (1888–1931), Domkaplan und Lyriker
- Rolf Roth (1888–1985), Karikaturist, Maler und Schriftsteller
- Albert Talhoff (1888–1956), Schriftsteller und Choreograph
- Paul Haefelin (1889–1972), Jurist und Ständeratspräsident
- Hans Kaspar Schwarz (1891–1966), Maler, Plastiker und Autor
- Otto Stampfli (1894–1972), Politiker
- Richard Flury (1896–1967), Komponist und Dirigent

### Ab 1901
- Walter Peter (1902–1997), Bildhauer und Zeichner
- Olga Brand (1905–1973), Publizistin, Lyrikerin
- Max Brunner (1910–2007), Glasmaler
- Karl Obrecht (1910–1979), Jurist und Politiker
- Irma Tschudi-Steiner (1912–2003), Pharmazeutin
- William A. de Vigier (1912–2003), Unternehmer
- Hans Luder (1913–1997), Architekt, Stadt- und Kantonsbaumeister
- Alfred Kurt (1916–2004), Forstwissenschaftler und Professor
- Ruedi Walter (1916–1990), Volksschauspieler
- Hans Gerber (1917–2009), Fotograf
- Agnes Gutter (1917–1982), Juristin sowie Märchen-, Kinder- und Jugendliteraturforscherin
- Max Kohler (1919–2001), Kunstmaler und Grafiker
- Ulrich Luder (1919–1987), Journalist, Verwaltungsratspräsident und Politiker
- Elisabeth Pfluger (1919–2018), Lehrerin, Verfasserin und Herausgeberin volkskundlicher Texte
- Franz Füeg (1921–2019), Architekt und Numismatiker
- Hans-Erich Keller (1922–1999), Romanist, Mediävist und Hochschullehrer
- Hans Rudolf Breitenbach (1923–2013), Klassischer Philologe und Gymnasialdirektor
- Fritz Haller (1924–2012), Architekt, Designer
- Willy Sommer (1925–2001), Fussballspieler und -trainer
- Max Egger-Schnyder (1927–2019), Politiker, Jurist und Schriftsteller
- Rolf Spinnler (1927–2000), Maler, Bühnenbildner, Illustrator, Zeichner
- Hans Oskar Kaufmann (1928–2014), Archivar
- Herbert Meier (1928–2018), Schriftsteller
- Otto F. Walter (1928–1994), Schriftsteller und Verleger
- Urs Jaeggi (1931–2021), Soziologe, Schriftsteller und Künstler
- René Quellet (1931–2017), Pantomime-Künstler
- Fritz Glauser (1932–2015), Archivar
- Gerhard Berger (* 1933), Maler und Grafiker
- Schang Hutter (1934–2021), Bildhauer
- Peter Bichsel (1935–2025), Schriftsteller
- Katharina Hess (* 1935), Schriftstellerin
- Anton Allemann (1936–2008), Fussball-Nationalspieler
- Hugo Jaeggi (1936–2018), Fotograf
- Rosemarie Simmen (1938–2024), Pharmazeutin und Politikerin
- Jost Meier (1939–2022), Dirigent und Komponist
- Urs Wyss (* 1939), Phytopathologe und Entomologe, Hochschullehrer
- Urs Joseph Flury (* 1941), Musiker, Komponist und Dirigent
- Franz Riklin (1941–2022), Rechtswissenschaftler
- Ruth-Gaby Vermot-Mangold (* 1941), Ethnologin, Soziologin und Politikerin
- Martin Kohli (* 1942), Soziologe
- Walter Bloch (* 1943), Philologe, Philosoph und Schriftsteller
- Otto Lehmann (1943–2021), Zeichner und Maler
- Walter Schenker (1943–2018), Germanist und Schriftsteller
- Alfred Kölz (1944–2003), Rechtswissenschaftler und Hochschullehrer
- Hansruedi Jordi (* 1945), Jazzmusiker
- Urs Peter Keller (* 1945), Künstlermanager und Musikproduzent
- Ursula Bauer (1947–2024), Autorin
- Anton Mosimann (* 1947), Koch
- Aldo Solari (* 1947), Maler, Plastiker, Installator
- Catherine Ziegler Peter (1947–2022), Verkäuferin
- Beni Müller (* 1950), Filmregisseur, -produzent, -editor und Autor
- Chris von Rohr (* 1951), Rockmusiker
- Kurt W. Zimmermann (* 1951), Journalist und Publizist
- Ben Jeger (* 1953), Musiker und Komponist
- Reto Weber (* 1953), Perkussionist
- Heinz Flück (* 1954), Gemeinderat und Kantonsrat (Grüne)
- Christoph Pfluger (* 1954), Journalist, Verleger und Buchautor.
- Alexander Frei (* 1954), Unternehmer und Autorennfahrer
- Urs Frey (* 1954), Dokumentarfilmer
- Martin Müller-Reinhart (1954–2009), Maler, Graveur und Bildhauer
- Kurt Fluri (* 1955), Politiker (FDP), Stadtpräsident von Solothurn 1993 bis 2021
- Karl Reber (* 1955), Klassischer Archäologe, Hochschullehrer
- Ivo Bracher (* 1957), Rechtsanwalt
- Lis Borner (* 1960), Journalistin und Chefredaktorin
- Nik Niethammer (* 1962), Journalist
- Jürg Dick (* 1963), Curlingspieler
- Barbara Wyss Flück (* 1963), Gemeinderätin und Kantonsrätin (Grüne)
- Reto U. Schneider (* 1963), Wissenschaftsjournalist
- Franco Supino (* 1965), Schriftsteller
- Denise Wyss (* 1965), christkatholische Priesterin
- Franziska Roth (* 1966), Politikerin, Nationalrätin
- Matthias Anderegg (* 1967), Architekt und Politiker
- Jürg Luterbacher (* 1968), Paläoklimatologe
- Rosanna Rocci (* 1968), italienische Schlagersängerin
- Alexander Popov (* 1971), russischer Schwimmer; lebt seit 2003 in Solothurn
- Marc Schütrumpf (* 1972), Regisseur
- Sandra Boner (* 1974), Fernsehmoderatorin, lebt in Solothurn
- Martin Oeggerli (* 1974), Wissenschaftler und Wissenschaftsfotograf
- Florian Ast (* 1975), Musiker, Songwriter, Produzent
- Seppi Käppeli (* 1976), Jazzmusiker
- Simon Michel (* 1977), Unternehmer und Politiker (FDP)
- Martin Rufer (* 1977), Politiker (FDP)
- Pascal Bader (* 1982), Fussballspieler
- Thomas Bieber (* 1985), Unihockeyspieler
- Christof Schauwecker (* 1986), Gemeinderat und Kantonsrat (Grüne)
- Daniela Ryf (* 1987), Triathletin
- Martina Strähl (* 1987), Berg- und Langstreckenläuferin, Weltmeisterin
- Steffi Friis (* 1993), schweizerisch-dänische Schauspielerin
- Pronto (* 1993), Musikkünstler
- Salome Moana (* 1994), Sängerin und Komponistin
- Yves Kaiser (* 1998), Fussballspieler
- Albin Krasniqi (* 2003), schweizerisch-kosovarischer Fussballspieler
- Leon Avdullahu (* 2004), Fussballspieler